# Eerste stadsmuur van Maastricht
De eerste stadsmuur van Maastricht, ook wel eerste middeleeuwse stadsmuur of  eerste stadsomsluiting van Maastricht,, is de eerste stenen stadsmuur, die tijdens de hoge middeleeuwen tot stand kwam in de toentertijd Luiks-Brabantse stad Maastricht. De 2,4 km lange muur werd vanaf 1229 gebouwd ter bescherming van het toenmalig stadsgebied op de linker Maasoever. Dat omvatte circa 36 hectare, min of meer overeenkomend met de tegenwoordige CBS-buurt Binnenstad en een gedeelte van het Jekerkwartier. Na de bouw van de tweede stadsmuur in de veertiende en vijftiende eeuw, functioneerde de oudere muur enkele eeuwen als reserveverdedigingslinie.
Van de dertiende-eeuwse muur resteren nog aanzienlijke delen, waaronder de Helpoort, de oudste stadspoort van Nederland, een complete, deels herbouwde waltoren en een tiental muurfragmenten met een totale lengte van circa 750 meter. Daarvan zijn de meeste beschermd als rijksmonument, sommige als gemeentelijk monument.

## Geschiedenis

### Bouw eerste stadsmuur
Over de bouwgeschiedenis van de oudste middeleeuwse stadsmuur van Maastricht bestaat nog veel onduidelijkheid. De meeste auteurs gaan uit van een ontstaansgeschiedenis in het tweede kwart van de dertiende eeuw. Daarvoor, uiterlijk in 1204, maar mogelijk al in het laatste kwart van de twaalfde eeuw, bestond er een aarden wal met daarop een houten palissade. Deze aarden wal werd tijdens het Beleg van Maastricht (1204) verwoest door de Luikse bisschop Hugo van Pierrepont, medeheer van het tweeherige Maastricht, en zijn vazal Lodewijk II van Loon. Kort na 1204 verzoenden de Luikse bisschop en de Loonse graaf zich met de hertog van Brabant, waarna ze zich verplichtten de brug te herstellen. Of de aarden wal eveneens werd hersteld wordt niet vermeld, maar ligt wel voor de hand. In 1214 kwamen de Luikenaren terug en verwoesten opnieuw de brug.
Op 25 april 1229, drie weken na het overlijden van Hugo van Pierrepont, verleende hertog Jan I van Brabant toestemming voor de bouw van een stadsmuur. Hoe de nieuwe bisschop van Luik daarop reageerde is niet bekend. Enkele maanden later werd de toestemming bekrachtigd door rooms-koning Hendrik VII, waarin deze expliciet het recht noemt om muren, grachten en andere versterkingen ("muris, fossatis ac aliis munitionibus") aan te leggen. Waarschijnlijk werd nog in hetzelfde jaar begonnen met het (opnieuw) opwerpen van aarden wallen en het graven van grachten, voor zover die niet al eerder waren hersteld, alsmede de bouw van stadspoorten en waltorens. Dat de stadsmuur op dezelfde plaats gebouwd werd als de in 1204 vernielde wal, is door middel van archeologisch onderzoek op diverse plaatsen vastgesteld. Dat de poorten aanvankelijk nog van hout waren, zoals in sommige andere steden het geval was, lijkt voor Maastricht niet op te gaan. Van de enige bewaard gebleven poort, de Helpoort, wordt algemeen aangenomen dat deze in zijn huidige, stenen vorm uit circa 1230 dateert. Wel is het mogelijk dat de stenen poorten en waltorens aanvankelijk nog met elkaar verbonden waren door aarden wallen met palissades, maar lang kan deze situatie niet geduurd hebben. De oudste vermelding van de stadspoorten dateert uit 1245; de stenen stadsmuur wordt voor het eerst in 1251 genoemd.
De muur op de linker Maasoever strekte zich uit over een lengte van ongeveer 2,4 kilometer, was gemiddeld 5,5 meter hoog en omsloot een gebied van circa 36 ha. De 1,25 m dikke muur was opgetrokken uit kolenzandsteen, gemetseld in onregelmatig verband, met een kern van puin en kalkmortel. Aan de veldzijde werd de muur gedeeltelijk aan het oog onttrokken door een aarden wal met een vrij steil talud. Aan de stadszijde werd de muur gesteund door 1,4 m dikke pijlers, met elkaar verbonden door 3,5 m hoge en 3,8 m brede rondbogen van mergel, die de weergang droegen. Aan de zuidzijde van de stad kon door middel van archeologisch onderzoek worden vastgesteld dat de stadsmuur aan het eind van de dertiende eeuw begon te verzakken, mogelijk door uitspoeling door de Jeker. Om dit probleem te verhelpen werd omstreeks 1300 aan de veldzijde van de muur een extra fundering van korte houten palen aangebracht. De muren waren oorspronkelijk voorzien van kantelen, die later (ca. 1500?) werden vervangen door bakstenen borstweringen. Er waren dertien stadspoorten: vijf veldpoorten en acht Maaspoorten. Daarnaast waren er twee waterpoorten, via welke de Jeker de stad binnenstroomde. Het aantal muurtorens is niet met zekerheid bekend; een twaalftal is met name bekend of is te herkennen op oude kaarten.

### Eerste stadsmuur als primaire verdedigingsmuur

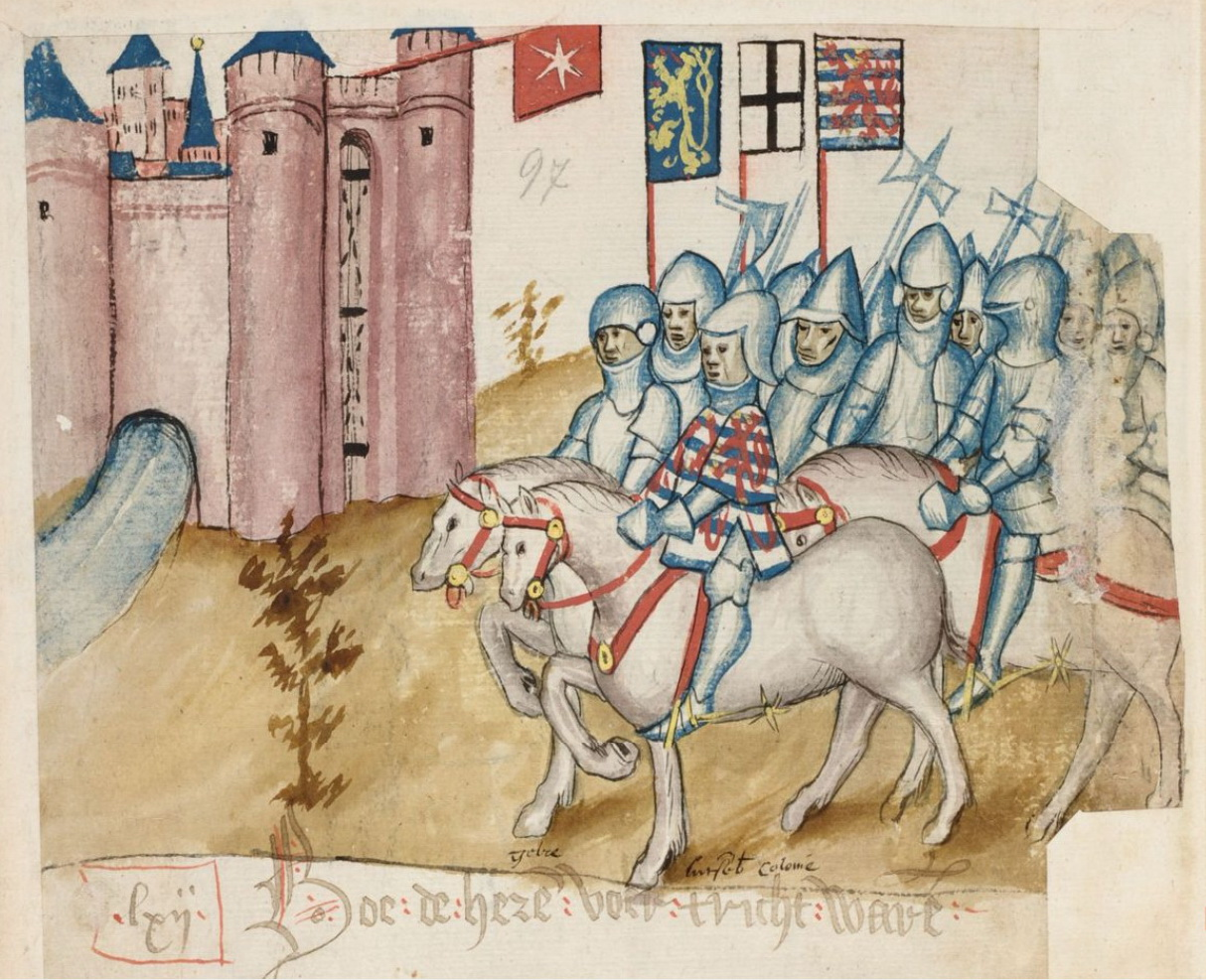
Gelderse, Keur-Keulse en Luxemburgse troepen voor de poorten van Maastricht tijdens de Limburgse Successieoorlog. Fantasie-weergave in Brabantsche Yeesten, 15e eeuw

De eerste test van de effectiviteit van de nieuwe muur in een oorlogssituatie vond, voor zover bekend, plaats in 1267 tijdens de Luiks-Gelderse belegering van Maastricht. Het beleg door de Luikse prins-bisschop Hendrik III van Gelre, gesteund door zijn broer Otto II van Gelre, was onderdeel van de Luiks-Brabantse oorlogen (1204-1378), waarin Maastricht als tweeherige, Luiks-Brabantse stad een belangrijke rol speelde. De Maastrichtenaren werden gesteund door Dirk II van Valkenburg, die in Maastricht de lucratieve brugtol bezat. Wyck was waarschijnlijk nog niet ommuurd en vormde dus het eerste doelwit. Bij de brug aan de Wycker kant stond wel een versterkte toren, naar verluidt gebouwd door hertog Hendrik III van Brabant in 1248. De toren werd door Dirk II en zijn 300 mannen fel verdedigd, maar de Luiks-Gelderse overmacht was te sterk; ze namen de stad in en hielden haar twee jaar lang bezet. De Wycker toren werd tot de grond toe afgebroken. Of de stadsmuur op de linker Maasoever in dit conflict een rol speelde, is niet duidelijk. Zelfs na het veroveren van de Wycker verdedigingstoren en het oversteken van de Maas via de toen nog in gebruik zijnde Romeinse brug, moesten de belegeraars de stad zien binnen te komen via de Onze-Lieve-Vrouwepoort. Mogelijk openden de Maastrichtenaren de poort toen ze zagen met welk geweld Wyck was ingenomen.
Niet lang daarna begon de Limburgse Successieoorlog (1283-1288), die gepaard ging met enorme troepenverplaatsingen in het Luiks-Limburgse Maasland en het aangrenzende Rijnland. Die troepen wensten allemaal gebruik te maken van de brug in Maastricht. In 1284 trachtte Walram de Rosse van Valkenburg, een tegenstander van de hertog van Brabant, Maastricht in te nemen, ook nu weer aan de Wyckse kant. Het stadsdeel op de rechter Maasoever was na 1267 provisorisch versterkt, maar blijkbaar toch afdoende om de Valkenburgers af te schrikken. Of de muur aan Maastrichtse zijde daarbij een rol speelde is niet bekend. Aan de Limburgse Successieoorlog kwam in 1288 een einde met de Slag bij Woeringen, maar het Luiks-Brabantse conflict sleepte daarna nog bijna een eeuw voort. In 1296 (of 1297) sloeg prins-bisschop Hugo van Chalon het beleg voor Maastricht, maar verdere informatie ontbreekt. In 1303 was Wyck opnieuw het doelwit van een belegering, deze keer door de troepen van Jan en Pieter van Bar, broers van de Luikse prins-bisschop Theobald van Bar. Blijkbaar was Wyck nu wel versterkt, want het beleg moest worden opgegeven. Weer was er aan de Maastrichtse kant geen strijd geleverd. In 1334 werd de stad opnieuw belegerd door de Luikenaren, nu onder aanvoering van prins-bisschop Adolf van der Mark. De Maastrichtenaren betaalden een geldsom en het beleg werd al na enkele dagen opgebroken.
Hoewel van al deze belegeringen weinig details beschikbaar zijn, kan worden aangenomen dat de stadsmuur in zoverre effectief was, dat Maastricht niet langer een gemakkelijke prooi was. Door de muur kon de vijand effectief worden tegengehouden of werd bij voorbaat afgeschrikt. De stad was op weg om in de eeuwen daarna uit te groeien tot het "bolwerk der Nederlanden", een vooruitgeschoven post van de Republiek der Nederlanden.

### Eerste stadsmuur als secundaire verdedigingsmuur

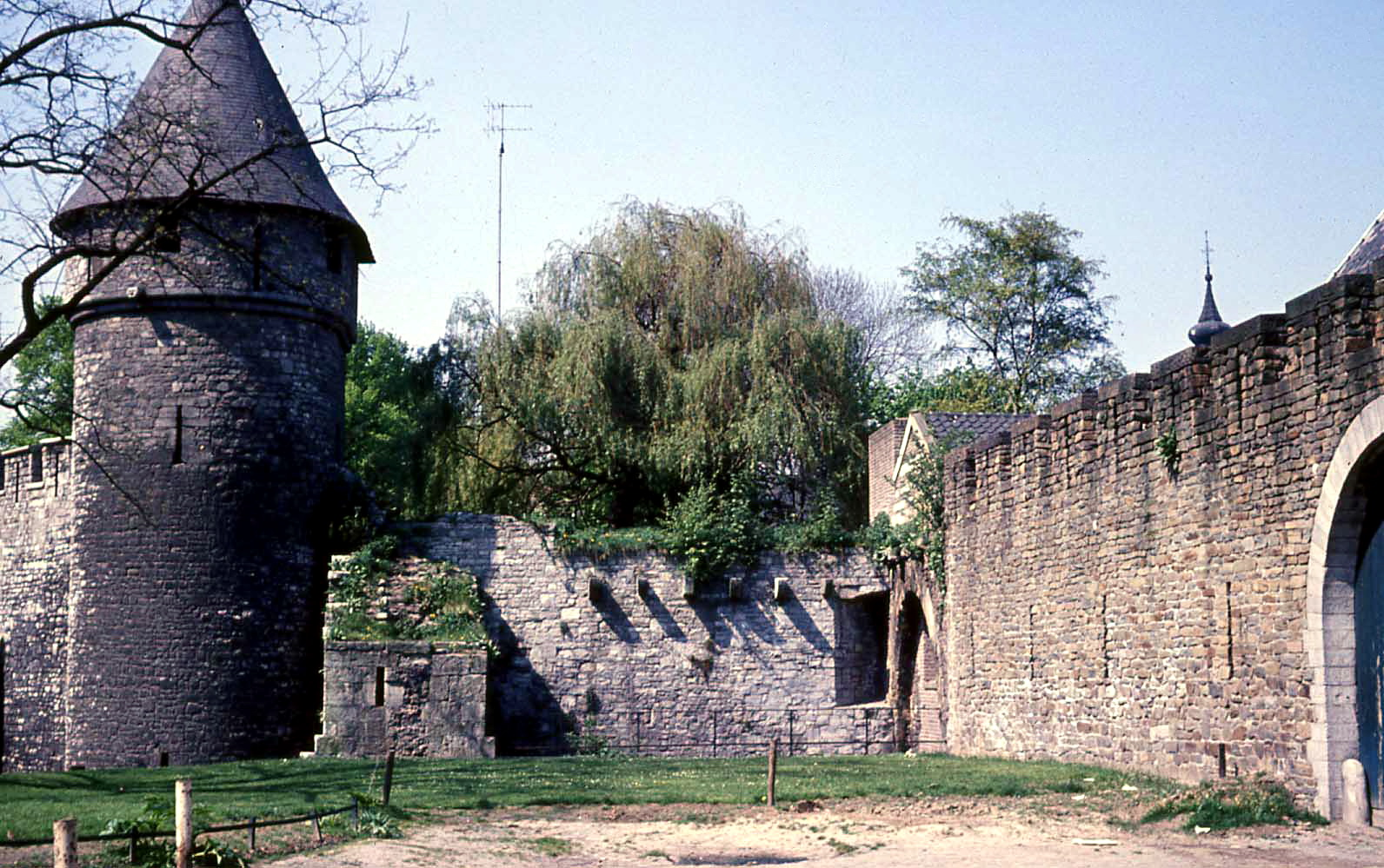
Aansluiting tweede stadsmuur (links, met Pater Vincktoren) op de eerste muur (rechts). Merk het verschil in materiaal op: links grijze natuursteen; rechts bruine kolenzandsteen

Enkele decennia na de voltooiing van de eerste stadsmuur, nog in de dertiende eeuw, ontstond de wens om een groter stadsgebied te ommuren. De bouw van de tweede middeleeuwse stadsmuur begon in 1294 voortvarend, maar sleepte zich daarna waarschijnlijk de gehele veertiende eeuw voort. Na 1380 fungeerde de eerste muur nog zeker twee eeuwen als reserveverdedigingslinie, maar tot een actieve inzet is het nooit gekomen.
Ook al was het belang ervan verminderd, men bleef de oude stadsmuur zeker tot de zestiende eeuw onderhouden. De meeste aandacht ging uit naar de muur langs de Maas, aangezien die deel uitmaakte van de primaire verdediging. Een deel ervan werd in de vijftiende eeuw herbouwd. Over de vele poternes in de Maasmuur was voortdurend discussie; poortjes werden dichtgemetseld en daarna weer opengebroken. Tussen de Maasbrug en de Onze-Lieve-Vrouwepoort verrees in 1477 een nieuw bolwerk, dat in de zestiende eeuw vervangen werd door een driehoekige verschansing. Over de gracht (een Jekertak?) die blijkbaar voor het zuidelijk deel van de Maasmuur lag bestond onenigheid tussen burgers en magistraat. In de zeventiende en achttiende eeuw moesten opnieuw delen van de Maasmuur worden herbouwd. Omstreeks 1640 werd in verband met uitbreiding van de vismarkt de muur bij de Vissersmaas over enige afstand naar voren geschoven, tot aan de Maas. De Visserspoort en de Schuttenpoort werden bij die gelegenheid vervangen door de Batpoort. Ook werd omstreeks die tijd een aarden wal aan de stadszijde van de Maasmuur opgeworpen, op sommige plaatsen ondersteund door een schoormuur. Later werden op de aarden wal huizen gebouwd, zoals op de Onze-Lieve-Vrouwewal. Bij de bouw van de Maasmolen  in 1705 werd ook de Molenpoort in de Bokstraat vernieuwd. De Batpoort en de Onze-Lieve-Vrouwepoort verloren in 1774 hun orgelhuisjes (opbouw voor het valhek), laatstgenoemde poort tevens haar valbrug en wolfskuil. De nog vrijwel intacte dertiende-eeuwse poort werd in 1849, in verband met de ophoging van de kade, sterk verbouwd. Die werkzaamheden hadden te maken met de aanleg van het Kanaal Luik-Maastricht (1845-1850, vanaf 1847 op Nederlands gebied), waarvoor ook de Batpoort en de Molenpoort moest wijken.

### Eerste stadsmuur: andere functies

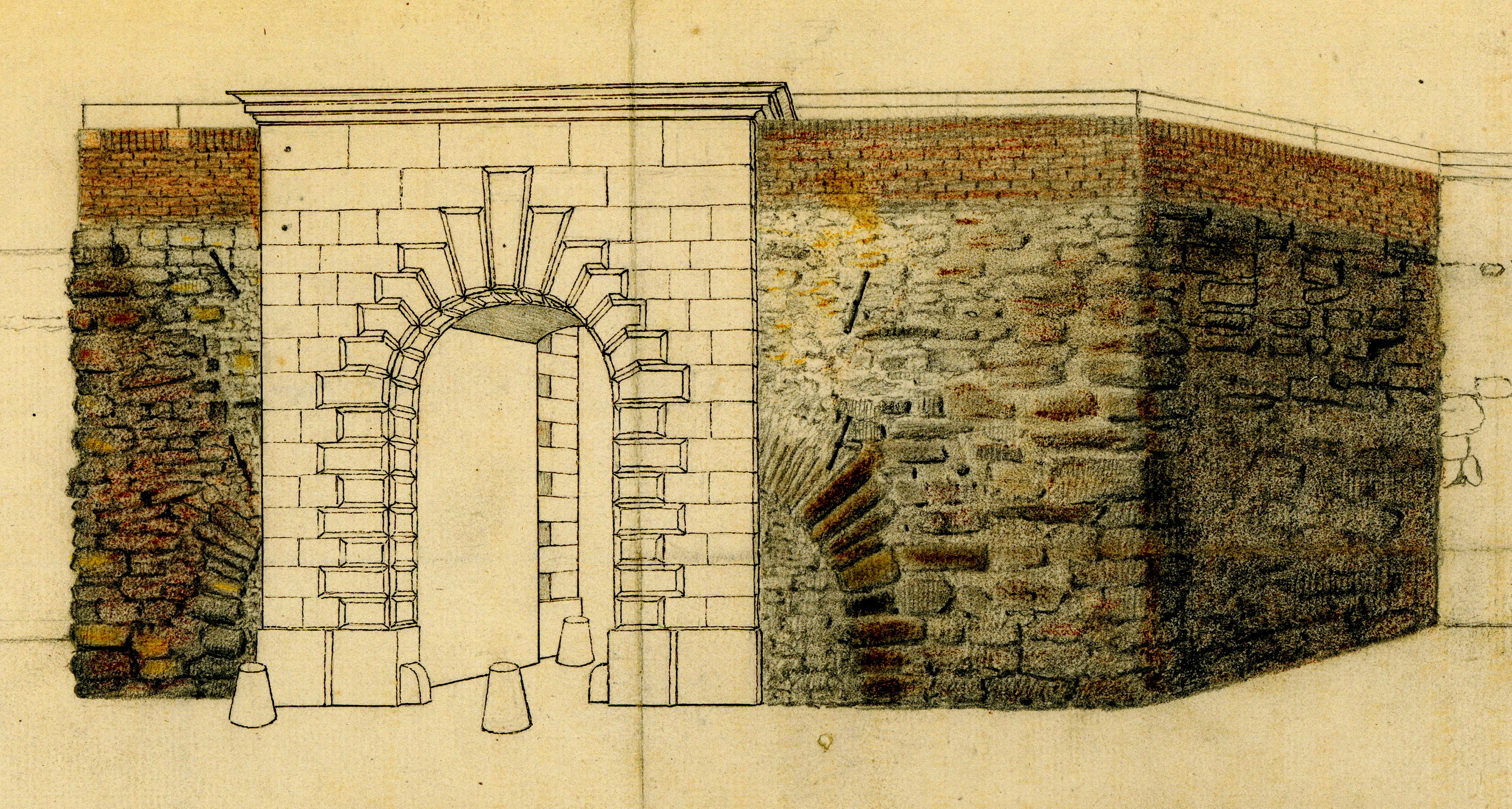
Onze-Lieve-Vrouwepoort, verbouwd in 1849, getekend door Jan Brabant, ca. 1867?

Tot circa 1655 mocht tegen de veldzijde van de muur niet gebouwd worden. Beschadiging van de muur was evenmin toegestaan. Vanaf de tweede helft van de zeventiende eeuw werden op veel plaatsen huizen of andere opstallen tegen de veldzijde van de muur gebouwd. Aan de stadszijde, waar de boognissen (of spaarbogen) goedkope woonruimte boden, gebeurde dat al in de eerste helft van de zestiende eeuw. Het betrof meestal huisjes die "ter wille Gods" (om niet) ter beschikking werden gesteld aan armlastigen, maar die bij oorlogsdreiging moesten worden afgebroken. Eerder nog, in de vijftiende eeuw, werden de nissen incidenteel verhuurd als opslagplaats of commerciële ruimte. Aan de Grote en Kleine Gracht was de gracht waarschijnlijk al in de zestiende eeuw gedempt en waren op de vrijgekomen terreinen huizen gebouwd, echter niet geheel tegen de muur. Elders gebeurde dat waarschijnlijk pas vanaf de zeventiende eeuw. De poortgebouwen van de eerste stadsomsluiting waren eveneens in trek als woonruimte, of als 'leube', vergaderruimte voor de ambachten, zoals in Maastricht de gilden werden aangeduid. De Gevangenpoort, de naam zegt het al, was al sinds 1306 in gebruik als gevangenis, vanaf 1465 ook als tuig- en kruithuis. De Leugenpoort en de Veerlinxpoort fungeerden eveneens enige tijd als gevangenis, laatstgenoemde poort was in 1549 in gebruik als school.
Het terrein Boichgraeve ("Booggracht") aan de veldzijde van de westelijke muur, zo genoemd naar de droge gracht tussen Lenculenpoort en Tweebergenpoort, werd al sinds 1420 gebruikt als oefenterrein voor de handboogschutters, vanaf 1423 ook van de voetboogschutters. Over het eigendomsrecht van de muur ontstond enkele malen onenigheid tussen de magistraat en de kanunniken van het kapittel van Sint-Servaas. Die wisten in 1505 van aartshertog Filips de Schone gedaan te krijgen dat de muur aan hen werd toegewezen. Daarbij werd bepaald dat zij alles op de muur en de torens mochten neerzetten wat ze voor de verfraaiing van hun tuinen wenselijk achtten. Dat lieten de kanunniken zich geen tweede keer zeggen, want reeds op de schetsplattegrond van Simon de Bellomonte uit 1587 (zie hieronder) is een huisje op de Boichgraevemuur te zien, min of meer op dezelfde plaats waar anno 2024 een prieeltje op de muur staat! Op de Franse maquette van Maastricht uit het midden van de achttiende eeuw is te zien dat veel terreinen grenzend aan de veldzijde van de dertiende-eeuwse muur, met name in het zuidelijk en westelijk stadsdeel, dan nog onbebouwd zijn.

### Sloop, behoud en restauratie eerste muur
Het besef dat de eerste stadsmuur als reservestelling weinig meerwaarde bood, leidde ertoe dat de beschermde status van de muur in de zeventiende eeuw werd opgegeven en dat in de periode daarna circa twee derde van de muur en bijna alle poorten en torens uit het stadsbeeld zijn verdwenen. Ten behoeve van de bouw van het nieuwe stadhuis van Maastricht werden tussen 1655 en 1660 op de toenmalige Houtmarkt de Gevangenpoort, de Leugenpoort en het verbindende stuk stadsmuur afgebroken. Daarmee kwam de facto een einde aan de defensieve rol van de dertiende-eeuwse stadsmuur. Alleen het langs de Maas gelegen gedeelte behield die rol nog tot 1867, als onderdeel van de tweede muur. In de achttiende eeuw verdwenen ook de meeste andere poorten van de eerste stadsmuur. In 1734 werden maar liefst drie poorten wegens bouwvalligheid afgebroken: de Tweebergenpoort, de Lenculenpoort en de Minderbroederspoort. In 1772 viel ook de Looierspoort onder de slopershamer. De muur zelf werd in de achttiende eeuw nog onderhouden en hier en daar hersteld, hoewel ook delen werden gesloopt.

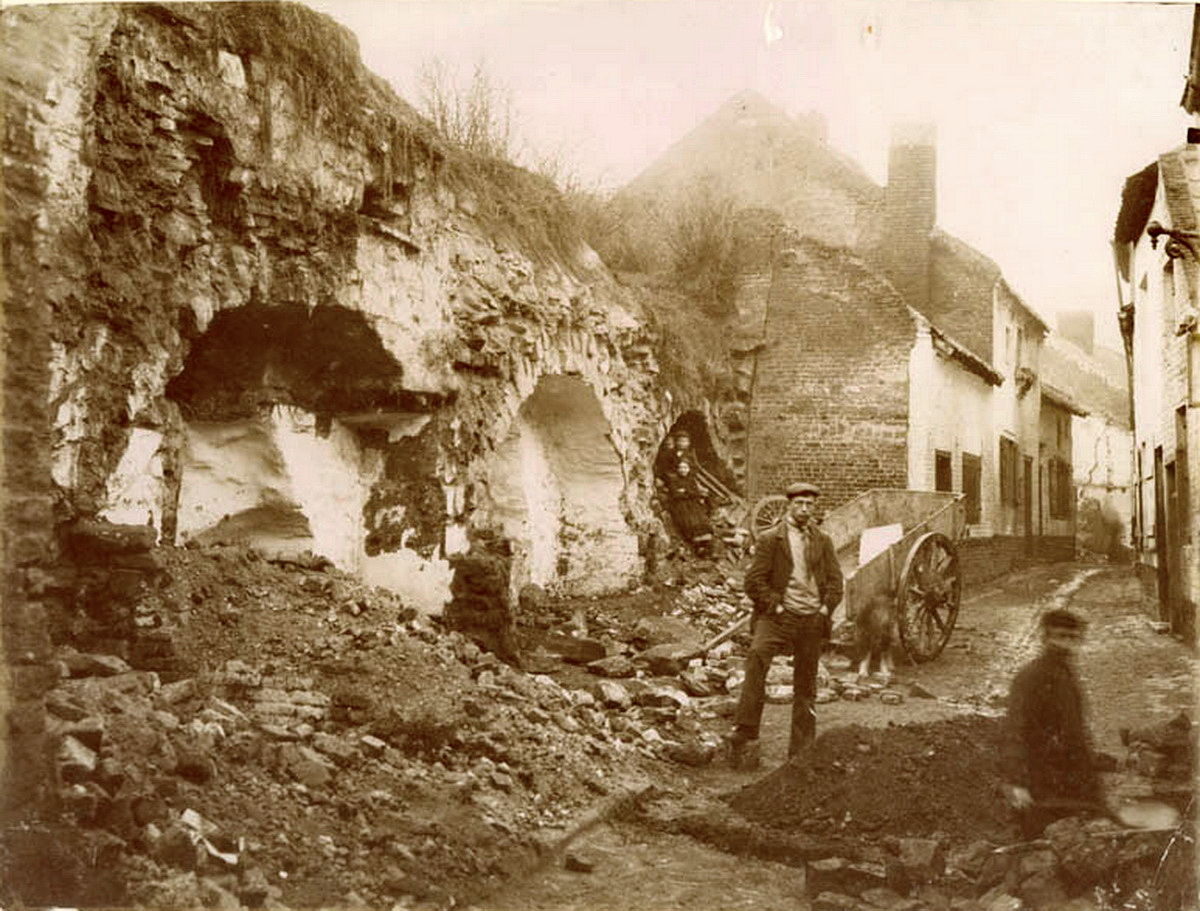
Afbraak van muurhuizen aan het Lang Grachtje, ca. 1903-1908

Op 29 mei 1867 werd de vestingstatus van Maastricht opgeheven. In de jaren daarna zijn grote delen van met name de tweede middeleeuwse stadsmuur en de buitenwerken geslecht. Alle landpoorten van de tweede stadsomsluiting werden tussen 1867 en 1870 gesloopt, zodat de Helpoort, onderdeel van de eerste omsluiting, als enige overbleef. Maar ook de stadsmuur langs de Maas, die zowel onderdeel was geweest van de eerste als van de tweede enceinte, werd tussen 1868 en 1905 grotendeels gesloopt. Hoewel Victor de Stuers en anderen (zie hieronder) zich inzetten voor behoud van het historisch erfgoed, hield de sloopwoede nog tot begin twintigste eeuw aan. Een van de laatste stuiptrekkingen was de sloop van de ronde poorttoren van de Tweebergenpoort in 1926.
Desalniettemin bleef nog vrij veel van de eerste muur gespaard, zeker in vergelijking met de tweede muur of de Wycker stadsmuur. Wellicht kwam dat doordat grote delen zijn of waren opgenomen in de binnenstedelijke bebouwing, waarvan ze soms letterlijk deel uit maakten. Ook kwam er geleidelijk een besef dat er in de periode na 1867 wellicht te veel was gesloopt. Zo besloot men in 1906 de stadsmuur tussen de Helpoort en de Jekertoren te herbouwen, een gedeelte dat in 1894 was afgebroken. Aan de andere kant van de Helpoort werd de stadsmuur herbouwd op restanten die in 1904 waren ontgraven. Tussen 1908 en 1912 werd de muur aan het Lang en Klein Grachtje gerestaureerd, waarbij de resterende muurhuisjes werden verwijderd. In 1910 werd de bouwvallige muur aan de Looiersgracht afgebroken en deels weer opgebouwd, waarbij men aan de veldzijde de spaarbogen aan de stadszijde zichtbaar maakte. De Jekertoren, die in 1906 door de gemeente slechts tot op muurhoogte was opgetrokken, herrees in 1911 op kosten van De Stuers in een geromantiseerde middeleeuwse vorm. De architect van de meeste van deze restauraties en reconstructies was Willem Sprenger.

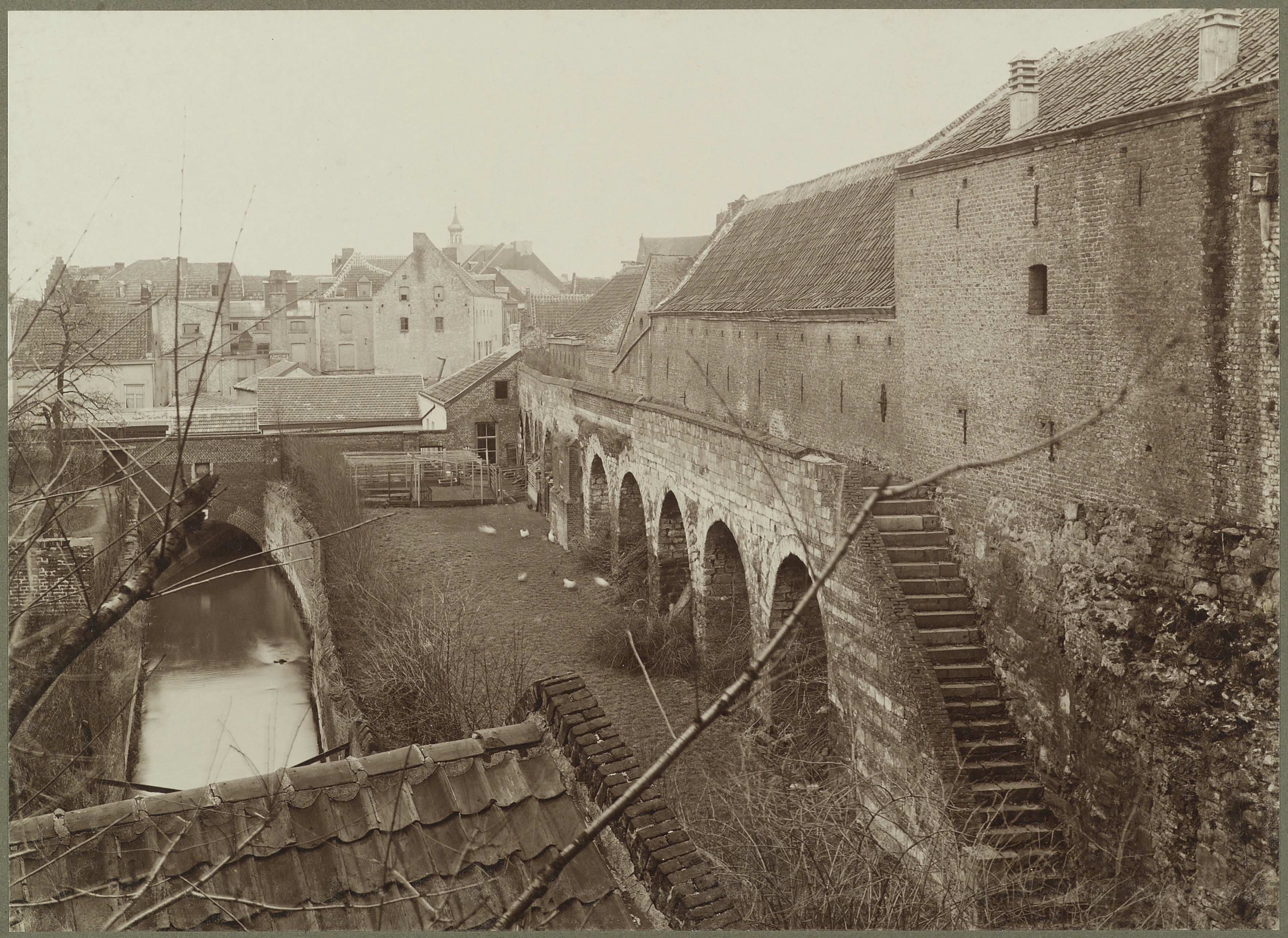
Muur bij deegwarenfabriek Bauduin langs de Jeker, 1911
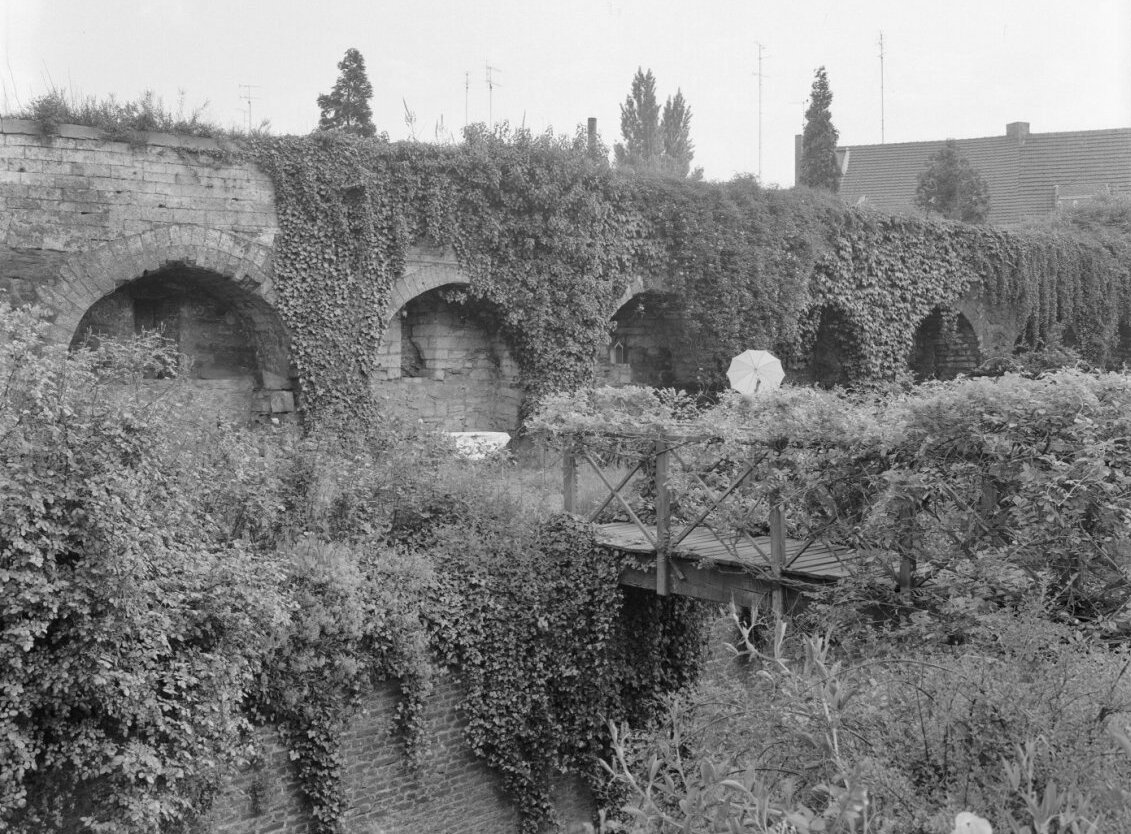
Dezelfde muur in 1962
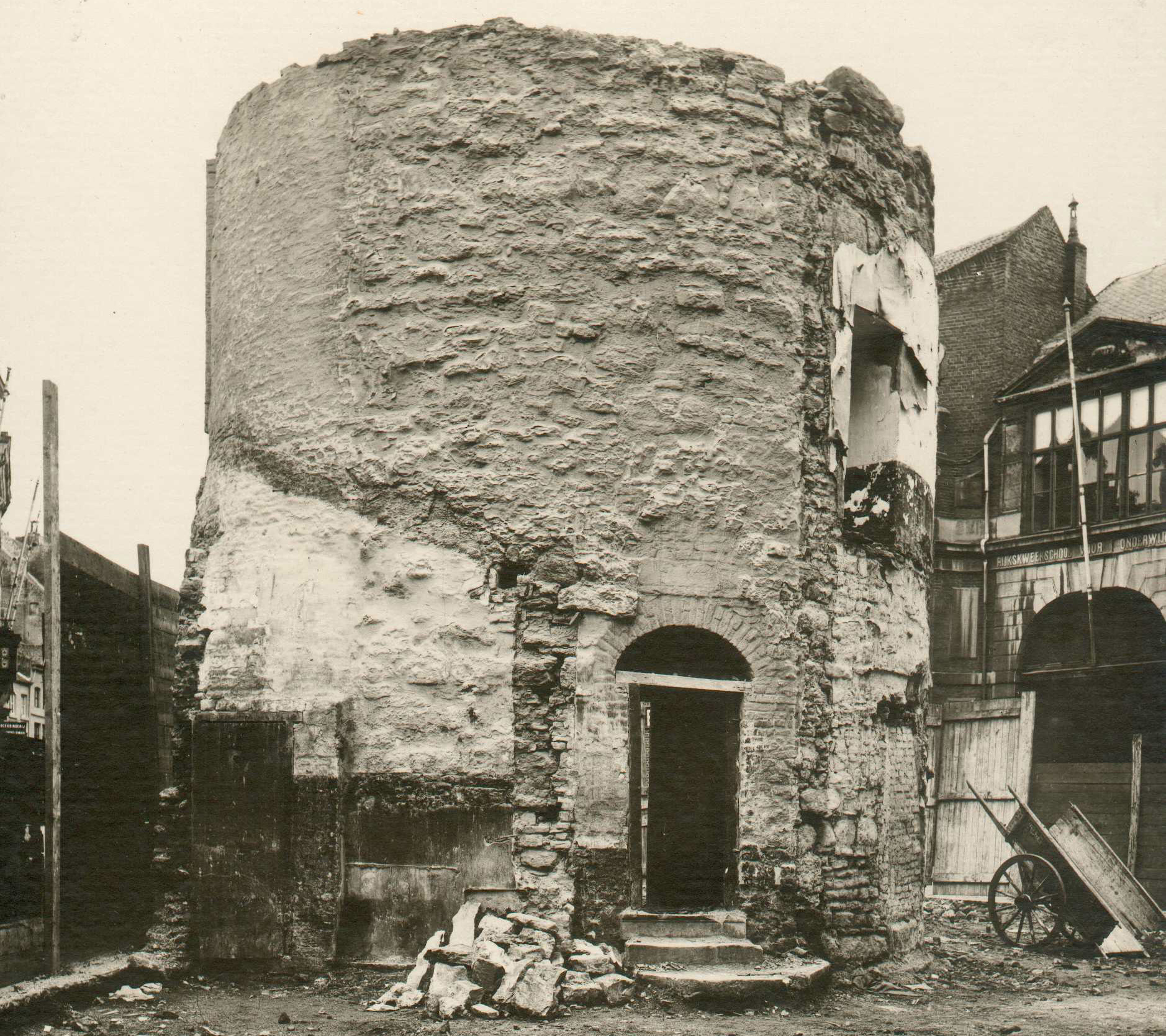
Poorttoren Tweebergenpoort tijdens de sloop in 1926
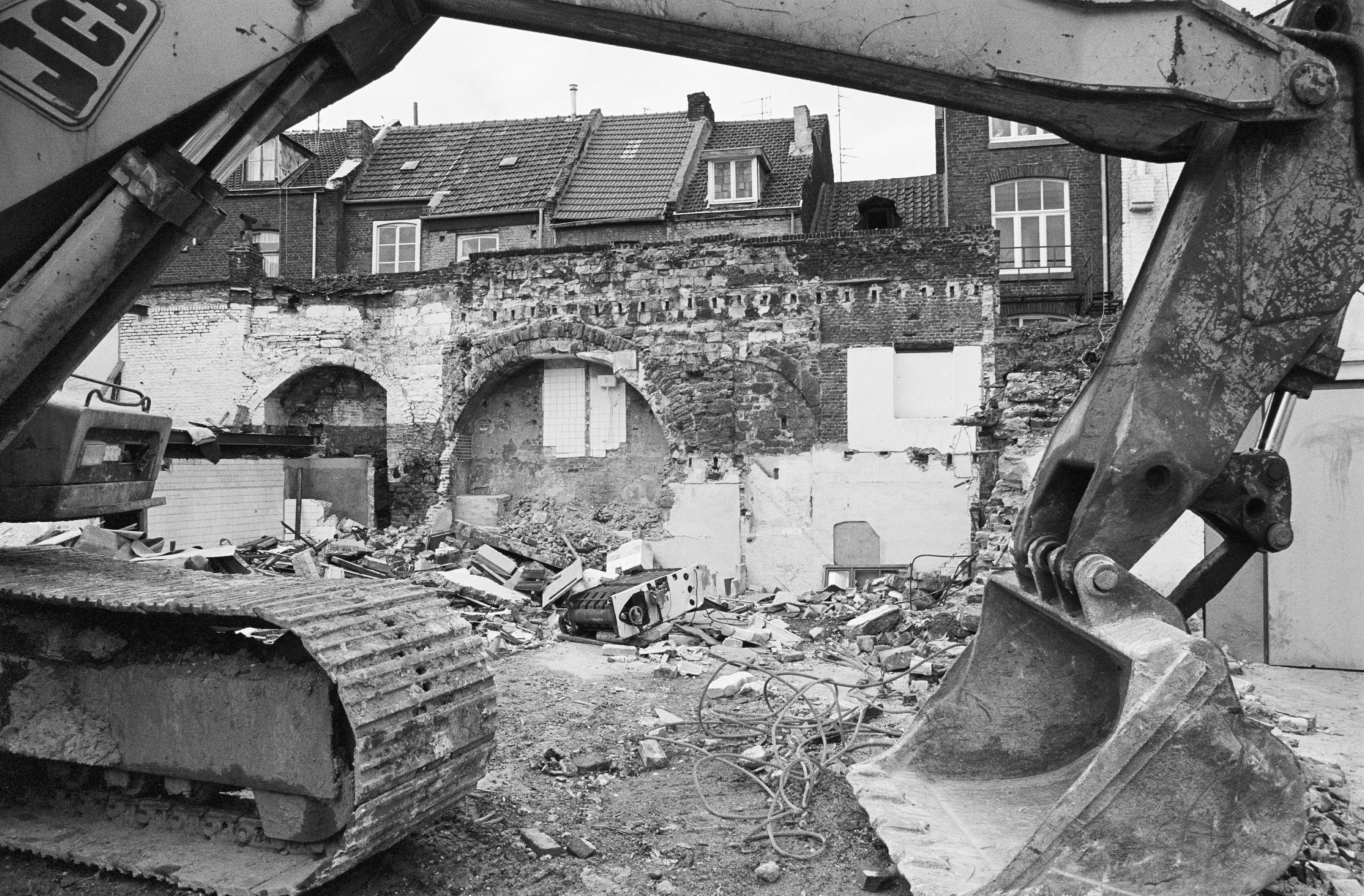
Muur achter het Generaalshuis vrijgelegd in 1989

### Historiografie, cartografie en archeologisch onderzoek
Over de eerste stadsmuur worden in de historische bronnen, zoals raadsverdragen, burgerboeken en stadsrekeningen, slechts incidenteel mededelingen gedaan. Een eigentijdse beschrijving ontbreekt. Matthaeus Herbenus (1451-1538), de Maastrichtse humanist en scholaster van de kapittelschool van Sint-Servaas, die als een van de eersten in deze contreien een moderne stadsgeschiedenis schreef, liet een vrij uitgebreide beschrijving van de tweede stadsmuur na, maar over de eerste muur vermeldde hij vrijwel niets. Wel schreef hij dat de "oude muren van de stad" gebouwd waren in een halve cirkel op een oudere aarden wal. Verder worden de Helpoort (Porta Hoogbruggen) en de Jekertoren (naamloos) door Herbenus vermeld, maar zonder bijzonderheden. Anderhalve eeuw later stelde de dominicaan en historicus Thomas de Heer (†1685) een lijvige kroniek over de geschiedenis van Maastricht samen, waarin hij onder andere de vroegste werkzaamheden aan de tweede omwalling beschrijft, maar de eerste stadsmuur komt daarin niet of nauwelijks aan de orde. Zowel Herbenus als De Heer hebben de eerste muur nog intact gekend; laatstgenoemde maakte tevens de afbraak van de eerste poorten mee.
Voor wat betreft de stadsmuur langs de Maas in de zestiende eeuw, bestaat er een betrouwbare bron in de vorm van een stadspanorama, voor het eerst gepubliceerd in 1575 in Braun en Hogenbergs atlas Civitates orbis terrarum. Dit gezicht op Maastricht in vogelvluchtperspectief is gebaseerd op schetsen van Simon de Bellomonte (1526-1615), kapelaan verbonden aan het Sint-Servaaskapittel, tevens notaris en schatbewaarder. Het gedetailleerde panorama toont de versterkte linker Maasoever vanuit het oosten, met onder andere de Jekertoren, de Onze-Lieve-Vrouwewal, de Onze-Lieve-Vrouwepoort, diverse kleinere poorten en poternes, de op de muur gebouwde huizen bij de brug, een halfronde toren bij het Antonietenklooster en het Schonenvaardersbolwerk (voorheen Mariatoren) op de noordelijkste punt. Van diezelfde Bellomonte is een schetsmatige plattegrond van de binnenstad van Maastricht uit 1587, met daarop delen van de Maasmuur en de westelijke en noordwestelijke stadsmuur. Langs de Maas zijn twee "kolenpoorten" getekend: de Onze-Lieve-Vrouwepoort (Porta cabonararia superior) en de Jodenpoort (Porta cabonararia inferior). De stadsmuur aan de west- en noordwestzijde, te herkennen aan de kenmerkende spaarbogen (aan de stadszijde), wordt op deze tekening aangeduid als Muri civitatis veteres (oude stadsmuren). De muur lijkt nog geheel intact, inclusief de poorten, waarvan Bellomonte er drie tekende: linksboven de Lenculenpoort (Porta vetus Tungreii of Oude Tongersepoort), de Tweebergenpoort (niet benoemd, maar te herkennen aan de ernaast gelegen, in 1926 gesloopte toren) en de Gevangenpoort (Porta capit, moet mogelijk captivi of capita zijn). Deze laatste poort is als enige getekend als volwaardig poortgebouw met twee ronde torens en torenspitsen.
Latere plattegronden uit de zestiende, zeventiende en achttiende eeuw verschaffen nauwelijks meer informatie. Op de omstreeks 1575 getekende plattegrond van Maastricht in de stedenatlas Civitates orbis terrarum van Braun en Hogenberg is de eerste stadsmuur vrij gedetailleerd ingetekend, maar het zuidelijk deel ontbreekt grotendeels. Ook op andere punten wijkt deze plattegrond af van de schetsplattegrond van Bellomonte. De kaart werd nog tot in de zeventiende eeuw herdrukt. Ook de plattegrond van Maastricht van Joan Blaeu uit 1649, onder andere verschenen in de Atlas van Loon en de Atlas de Wit, is grotendeels gebaseerd op Braun en Hogenberg en bevat, hoewel hier en daar meer gedetailleerd, dezelfde fouten (zie afbeeldingen hiernaast).
Veel zeventiende- en achttiende-eeuwse plattegronden van Maastricht hebben een militaire achtergrond en zijn daarom toegespitst op de tweede stadsomsluiting en de almaar uitdijende gordel van buitenwerken. Sommige kaarten tonen het gebied binnen de tweede stadsmuur als een witte vlek. Een belangrijke uitzondering is de zeer gedetailleerde plattegrond die de Franse militair ingenieur Jean-Baptiste Larcher d'Aubencourt (1716–1796) maakte in 1748-1749 tijdens de kortdurende Franse bezetting van Maastricht. De plattegrond van Larcher d'Aubencourt vormde de basis voor de bouw van de Franse maquette van Maastricht. Zowel de plattegrond als de maquette tonen in detail de toen nog resterende delen van de eerste stadsmuur.
De ontmanteling en daarop volgende rigoureuze slechting van de vesting Maastricht (1867-1870) leidde in de tweede helft van de negentiende eeuw bij sommigen tot een hernieuwde belangstelling voor de vestingwerken. Lokale amateurhistorici en kunstenaars als Philippe van Gulpen (1792-1862), Jan Brabant (1806-1886), Alexander Schaepkens (1815-1899) en diens broer Arnaud Schaepkens  (1816-1904) tekenden en schilderden alles wat nog niet afgebroken was, of maakten reconstructies van wat al verdwenen was. De aandacht ging daarbij voornamelijk uit naar de tweede ommuring. Victor de Stuers (1843-1916), in 1867 nog student te Leiden, later rijksambtenaar en monumentenbeschermer, protesteerde als eerste tegen de ongedocumenteerde sloop van de Tongersepoort (1867). Hij bestudeerde de stadsmuren (zie plattegrond hieronder), protesteerde meermaals tegen verdere sloop en nam het initiatief voor diverse restauraties en reconstructies (o.a. van de Jekertoren en de muur bij de Helpoort). Historicus Hajo Brugmans (1868-1939) en bouwmeester Cornelis Peters (1847-1932) besteedden in hun studie Oud-Nederlandsche steden in haar ontstaan, groei en ontwikkeling (1909) aandacht aan de eerste en tweede stadsmuur van Maastricht. Hetzelfde, maar uitgebreider, deed jhr. E.O.M. van Nispen tot Sevenaer (1895-1957), kunsthistoricus en directeur van de Rijksdienst voor de Monumentenzorg, in zijn tussen 1926 en 1953 in vijf afleveringen verschenen studie over Maastricht in de reeks De Nederlandse monumenten van geschiedenis en kunst. In de naoorlogse periode gold de amateurhistoricus Louis Morreau (1911-1999) als de vestingdeskundige van Maastricht. Hij schreef onder andere het standaardwerk Bolwerk der Nederlanden (1979). Vrijwilligers van de in 1976 opgerichte Stichting Maastricht Vestingstad (SMV) en de in 1999 opgerichte Stichting Maastricht 1867 doen eveneens onderzoek naar de oudste stadsmuur.
Eerste middeleeuwse stadsmuur op historische plattegronden

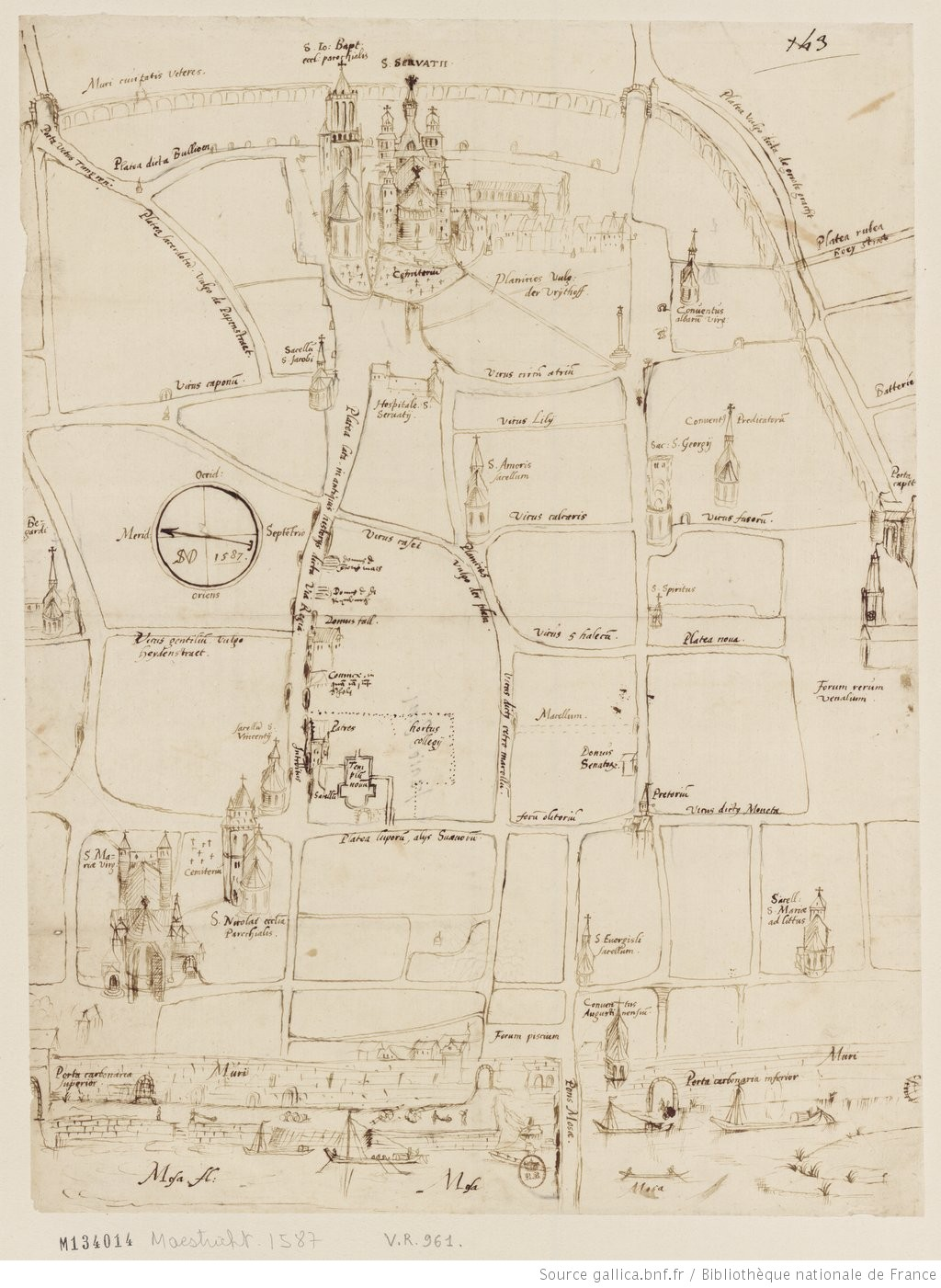
Schets door Simon de Bellomonte, 1587
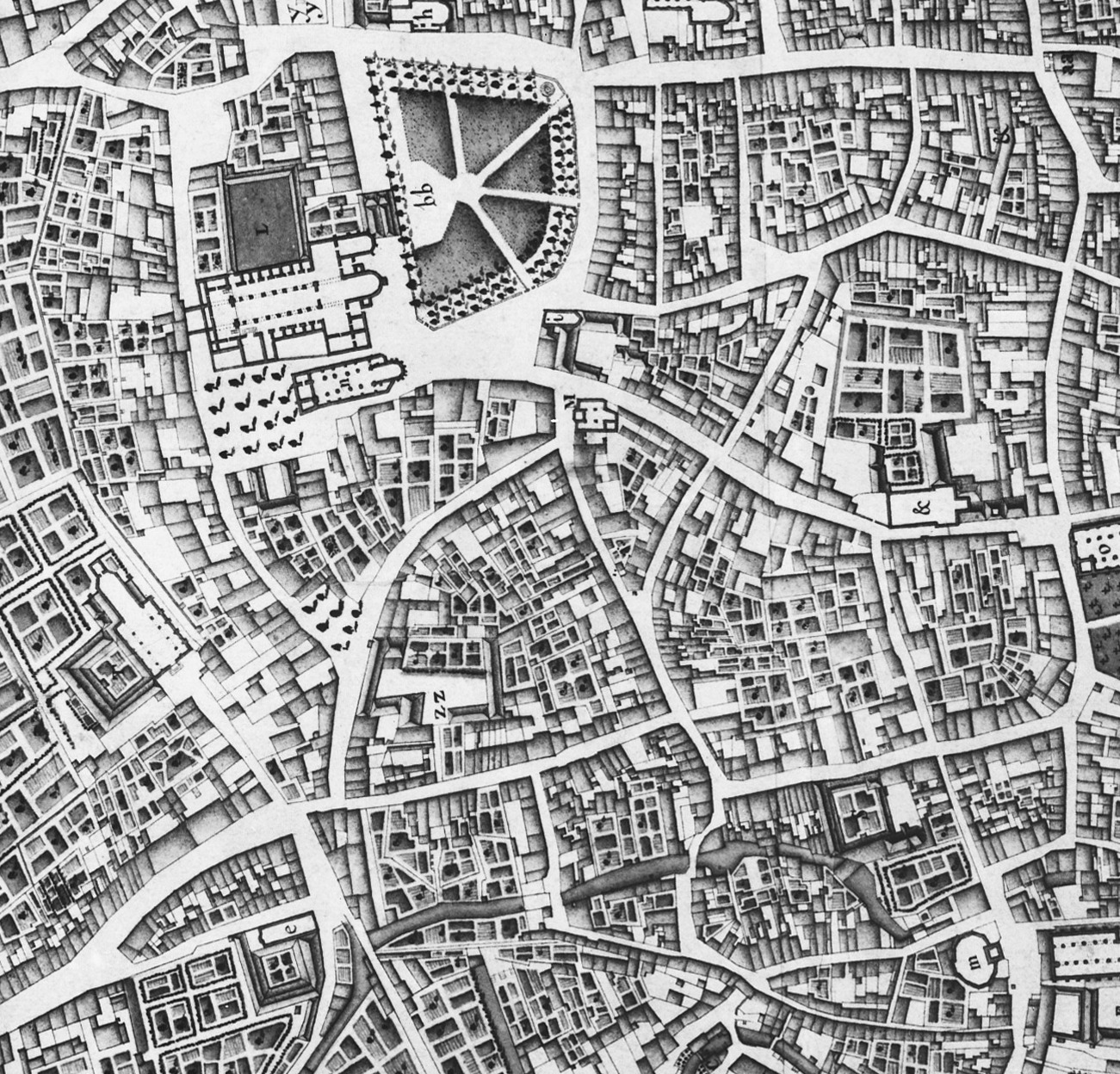
Detail plattegrond door Larcher d'Aubencour, 1750
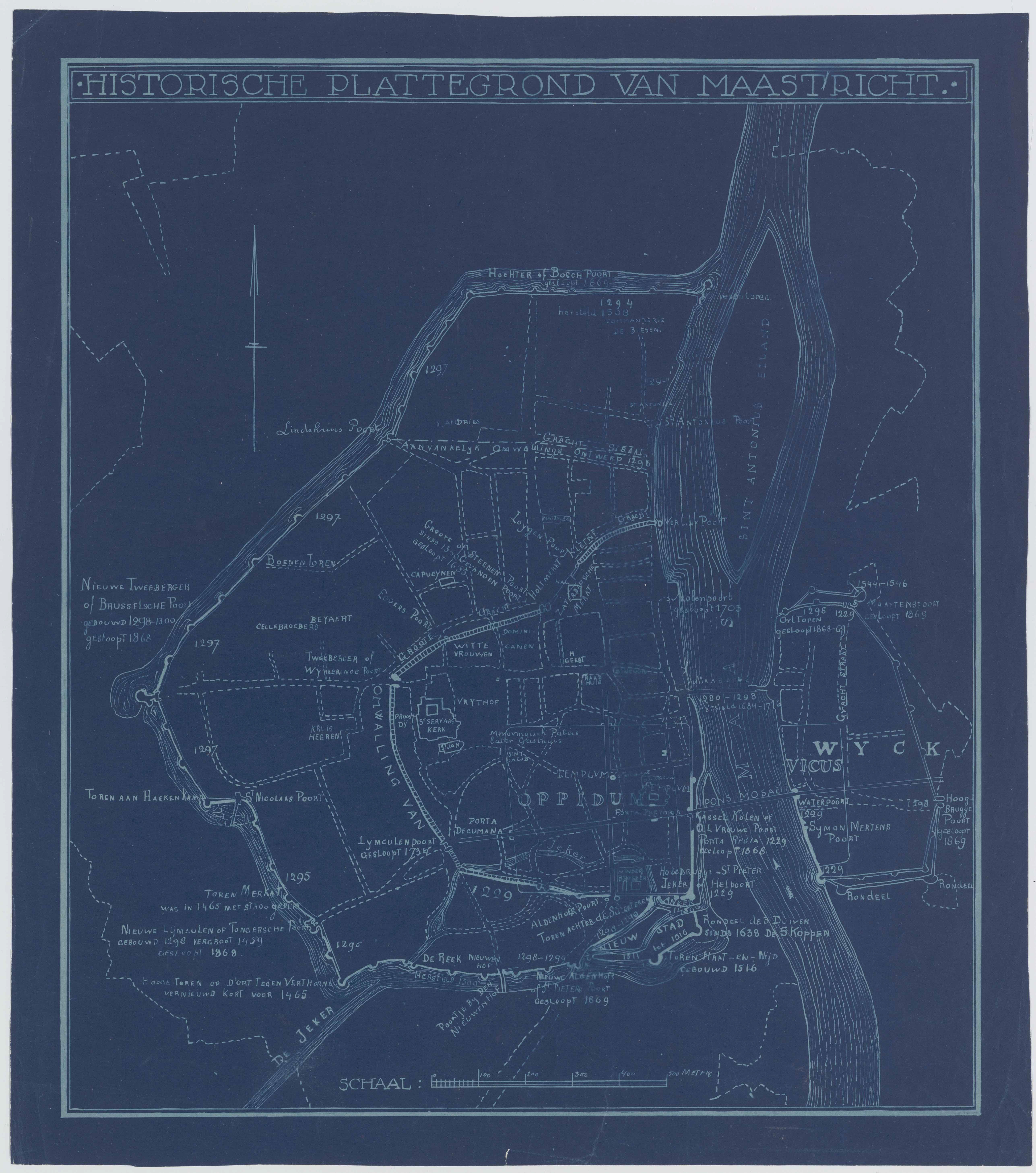
Plattegrond door Victor de Stuers, 19e eeuw
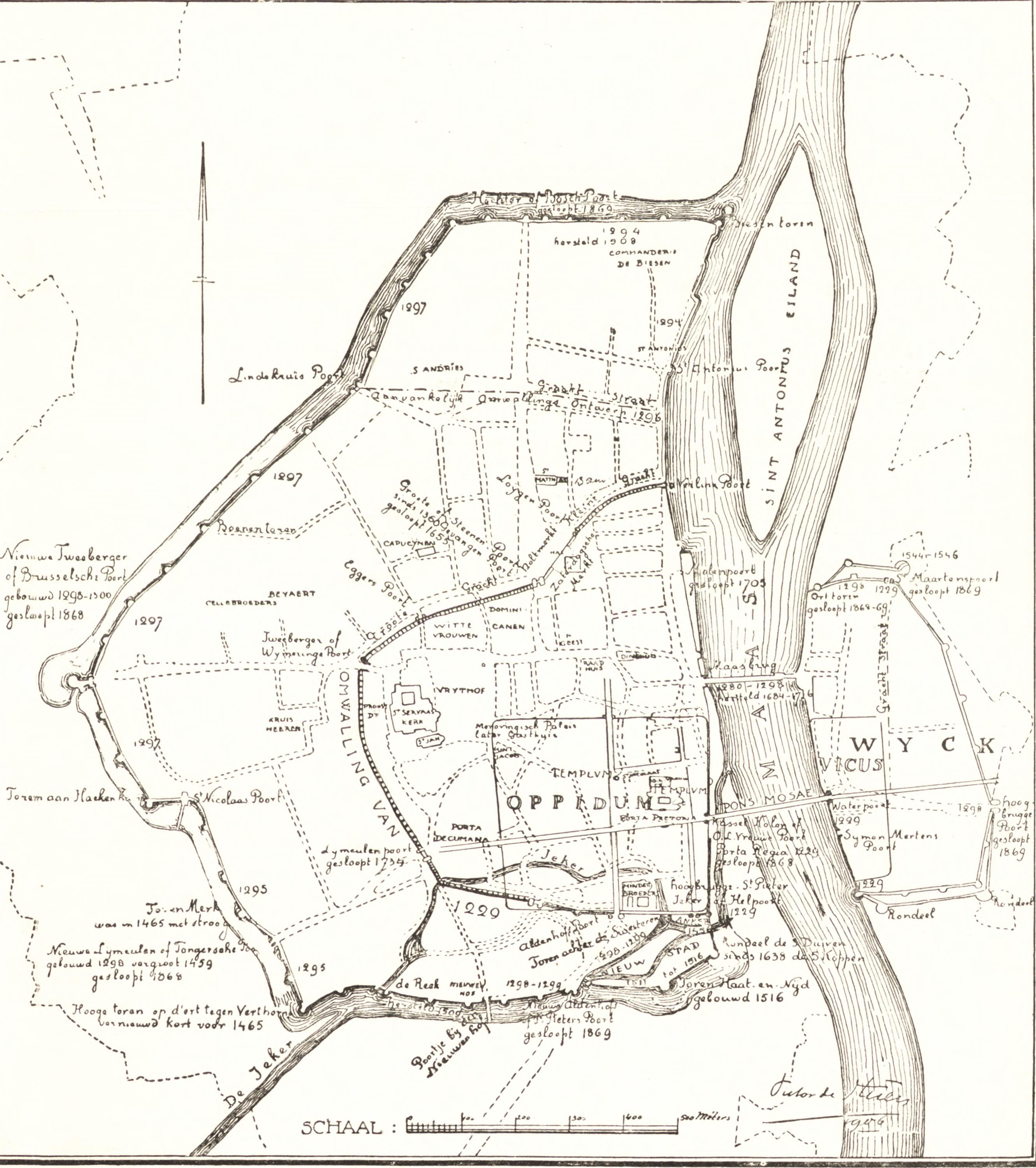
Plattegrond door H. Brugmans en C.H. Peters, 1909

Tot circa 1980 vond er nauwelijks serieus archeologisch onderzoek plaats naar de eerste stadsmuur. Dat veranderde in 1979 met de oprichting van het Gemeentelijk Oudheidkundig Bodemonderzoek Maastricht (GOBM) en de aanstelling van Titus Panhuysen als stadsarcheoloog. Hoewel de meeste opgravingen gericht waren op het Romeinse en vroegmiddeleeuwse verleden van de stad, was er ook aandacht voor de ondergrondse resten van de stadsmuren en -poorten. In 1981 vond een opgraving plaats op het kloosterterrein van de Zusters Onder de Bogen aan de Kommel. Bij deze opgraving kon een profiel van een deel van de gracht worden gemaakt en werden resten van de aarden wal aangetroffen, die tot circa drie meter boven het huidige maaiveld reikte. Een nauwkeurige datering van muur, wal en gracht bleek nog niet mogelijk. Een nieuwe mogelijkheid tot onderzoek naar de totstandkoming van de eerste stadsomsluiting deed zich voor in 1988-1989 op het terrein achter het Generaalshuis, na afbraak van de restanten van het Wittevrouwenklooster en voorafgaand aan de bouw van het Theater aan het Vrijthof. Het archeologisch onderzoek werd uitgevoerd door Titus Panhuysen en Ron Hulst; het bouwhistorisch onderzoek door Joris van Haaften. Het leverde een vrij gedetailleerde beschrijving van de samenstelling van de aarden stadswal op. Daarnaast kon worden vastgesteld dat hier een halfronde waltoren had gestaan, de uit de historische bronnen bekende Wittevrouwentoren. Bij een derde opgraving door hetzelfde team in 1991 op het terrein van het Oude Minderbroedersklooster, dat gerestaureerd en uitgebreid werd ten behoeve van het Rijksarchief in Limburg, werden in de kloosterhoven grote restanten van de fundering van de eerste muur opgegraven en gedeeltelijk permanent zichtbaar gemaakt. Bij deze opgraving kon de ook hier aanwezige aarden wal worden gedateerd omstreeks 1175-1180. Een min of meer tegelijkertijd (1991) uitgevoerde opgraving op het Céramique-terrein op de rechter Maasoever, waar de Wycker stadsomsluiting werd onderzocht, leverde een vergelijkbare samenstelling van de aarden wal op.

## Erfgoed

### Muurrestanten
Van de 2,4 km lange dertiende-eeuwse stadsmuur bestaan nog aanzienlijke delen, met een totale lengte van circa 750 m. Sommige muurdelen bevinden zich op particulier terrein, de meeste zijn eigendom van de Gemeente Maastricht. Een dertigtal onderdelen van de muur zijn (afzonderlijk, in clusters of in combinatie met een pand waar ze bij horen) geclassificeerd als rijksmonument. Een reeks merendeels inpandig bewaard gebleven muurfragmenten, inclusief een waltoren, ten zuiden van de bebouwing aan de Kleine Gracht, is beschermd als gemeentelijk monument. Enkele kleinere of ondergrondse fragmenten zijn niet beschermd. Van de grotere delen kunnen genoemd worden (kloksgewijs van zuid naar noord):
- Onze-Lieve-Vrouwewal: ca. 150 meter lange en zeven meter hoge walmuur van kolenzandsteen met een 1,75 m hoge borstwering van baksteen. De wal is het enige bewaard gebleven onderdeel van de stadsmuur langs de Maas. Door de aanwezigheid van de Jekermonding en het Bat (een voormalige laad- en loskade) ligt de muur op enige afstand van de rivier.
- Grotendeels gereconstrueerde muur aan weerszijden van de Helpoort tussen Jekertoren en Pater Vincktoren (die zelf onderdeel is van de tweede enceinte). Dit gedeelte, inclusief de Helpoort, heeft een lengte van circa 80 meter. Dit muurdeel bevat als enige een weergang met kantelen.
- Muurrestant bij het Oude Minderbroedersklooster. Bij de restauratie van het kloostercomplex (thans Historisch Centrum Limburg) in 1986-1996 werd een deel van de muur, die onder enkele later gebouwde vleugels doorloopt, opgegraven en aan de zuidzijde van de kloosterhof zichtbaar gemaakt. Het betreft een ongeveer vijftien meter lange fundering met wat opgaand muurwerk, grotendeels bestaande uit mergelblokken. Onderzoek heeft uitgewezen dat het een veertiende-eeuwse reparatie betreft.[14] Aan de kant van de Sint Pieterstraat werd bij de restauratie van 1982-1992 in de historiserende twintigste-eeuwse westelijke gevel van een in oorsprong achttiende-eeuwse kloostervleugel een grote, verticale 'scheur' aangebracht, die de plaats aangeeft waar stadsmuur en kloostermuur elkaar kruisen.
- Lang Grachtje: circa 125 meter stadsmuur, inclusief waltoren, aan de zuidzijde van dit straatje, dat geen gracht is. Alleen de stadszijde van de muur is zichtbaar; aan de veldzijde bevinden zich privétuinen. Kenmerkend zijn de spaarbogen aan de stadszijde.[64]
- Klein Grachtje plus aansluitend muurdeel Jeker/Looiershof: circa 150 meter stadsmuur, waarvan iets minder dan de helft gelegen is aan de zuidzijde van het Klein Grachtje, in het verlengde van het Lang Grachtje. Van dit deel is vanaf de straat alleen de stadszijde te zien. Naar het westen zet de muur zich voort over privéterreinen op de zuidelijke oever van de noordelijke Jekertak. De stadszijde van de muur is vrij goed te zien vanaf het terrein van de Toneelacademie Maastricht. De voorheen aan het oog onttrokken veldzijde is vanaf 2016 zichtbaar gemaakt in het kader van het project Looiershof.
- Muurrestant Looiersgracht-Lenculenstraat: dit circa 70 m lange muurdeel sluit met een scherpe hoek aan op de muur langs de Looiershof. Alleen het zuidoostelijk deel aan de Looiersgracht is zichtbaar vanaf de straat (zie afbeelding hiernaast). De rest van de muur is opgenomen in het laat-zeventiende-eeuwse Protestants Weeshuis (Lenculenstraat 33), thans Toneelacademie. In café Tribunal, op de hoek Lenculenstraat-Ezelmarkt en grenzend aan het Protestants Weeshuis, is de muur zichtbaar in het café-interieur.
- Boichgraeve: vrij goed bewaard gebleven, circa 120 m lange en 5,5 m hoge stadsmuur ten westen van de straat Sint Servaasklooster. Het zuidelijk gedeelte ligt deels aan de openbare weg (Minderbroedersberg, oostelijk van de voormalige Tweede Minderbroederskerk, thans bestuurszetel UM), deels in privétuinen. Een groot deel van de muur bevindt zich in de kloostertuin van de Zusters Onder de Bogen. Tegen de veldzijde van de muur zijn op verschillende plaatsen steunmuren gemetseld. Van de oorspronkelijke weergang zijn hier en daar nog restanten over. Een van de bewoners van de kanunnikenhuizen aan het Sint Servaasklooster heeft, mogelijk al in een ver verleden (zie hierboven), een prieel op de muur gebouwd.[16]
- Muurrestant ten zuiden van de Grote Gracht (westelijk deel): de zwaargehavende muur van nauwelijks 20 m lengte ligt achter de bebouwing aan de zuidzijde van de Grote Gracht. Vanaf de parkeerplaats achter het Theater aan het Vrijthof, toegankelijk vanaf de Statenstraat, is de stadszijde van de muur te zien. De diversiteit aan bouwmaterialen is het gevolg van de vele reparaties en verbouwingen, maar twee spaarbogen zijn nog goed te herkennen. De grote boog is geen spaarboog, maar vormde ooit de toegang tot een muurtoren, de Wittevrouwentoren. Dit muurdeel is voor zover bekend niet beschermd, noch als gemeentelijk, noch als rijksmonument.
- Muurrestant ten zuiden van de Grote Gracht (oostelijk deel, ofwel Preekherengang): ook dit muurdeel van circa 75 m ligt achter de bebouwing van de Grote Gracht en is getekend door de vele reparaties. Sommige spaarbogen bevatten nissen met schietgaten. Ten tijde van de eerste Entre Deux (ca. 1970-2004) liep aan de stadszijde van de muur een openbare weg, de Preekherengang, maar na de herbouw van het winkelcentrum is deze straat geprivatiseerd.

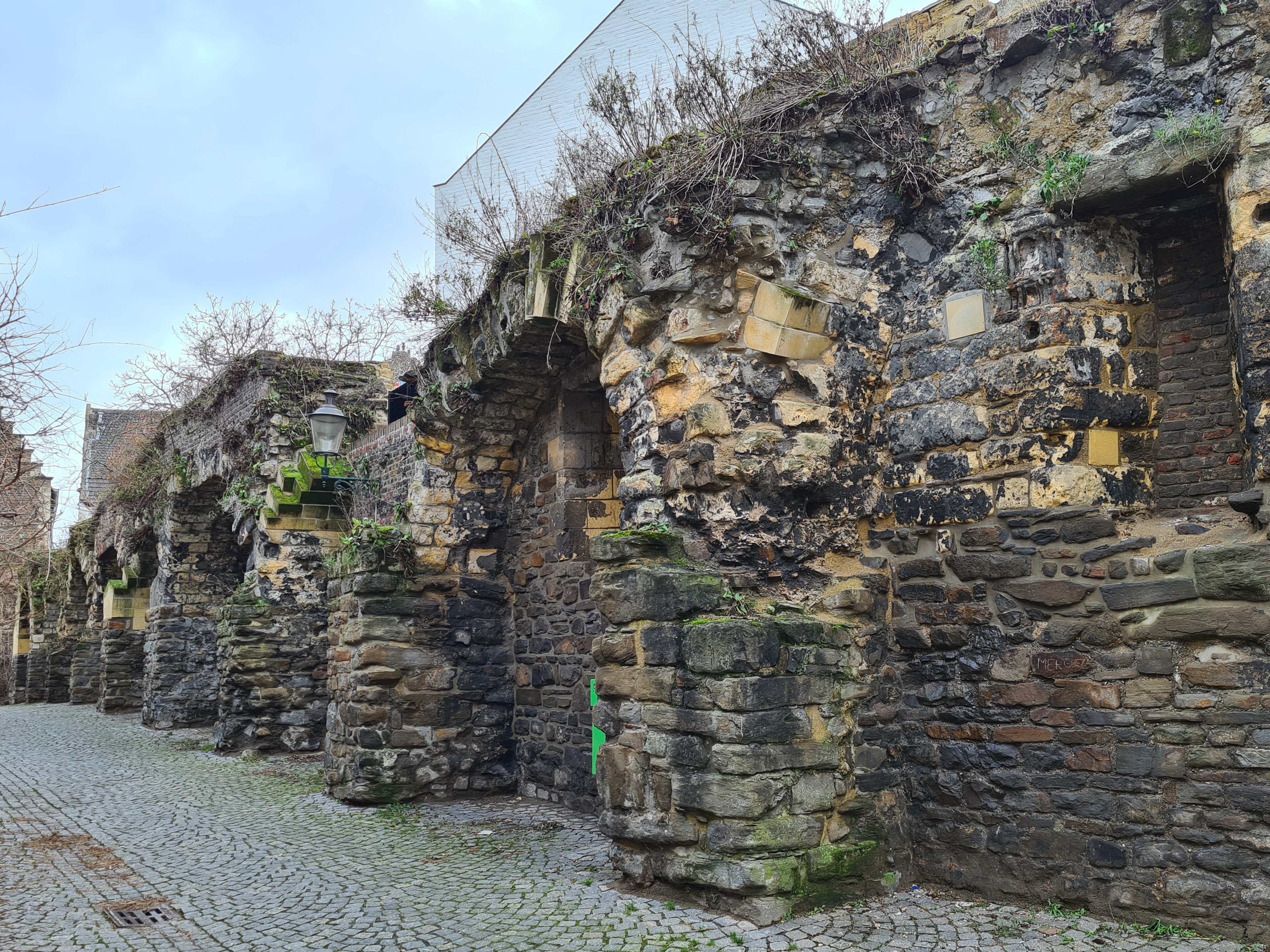
Klein Grachtje, stadszijde
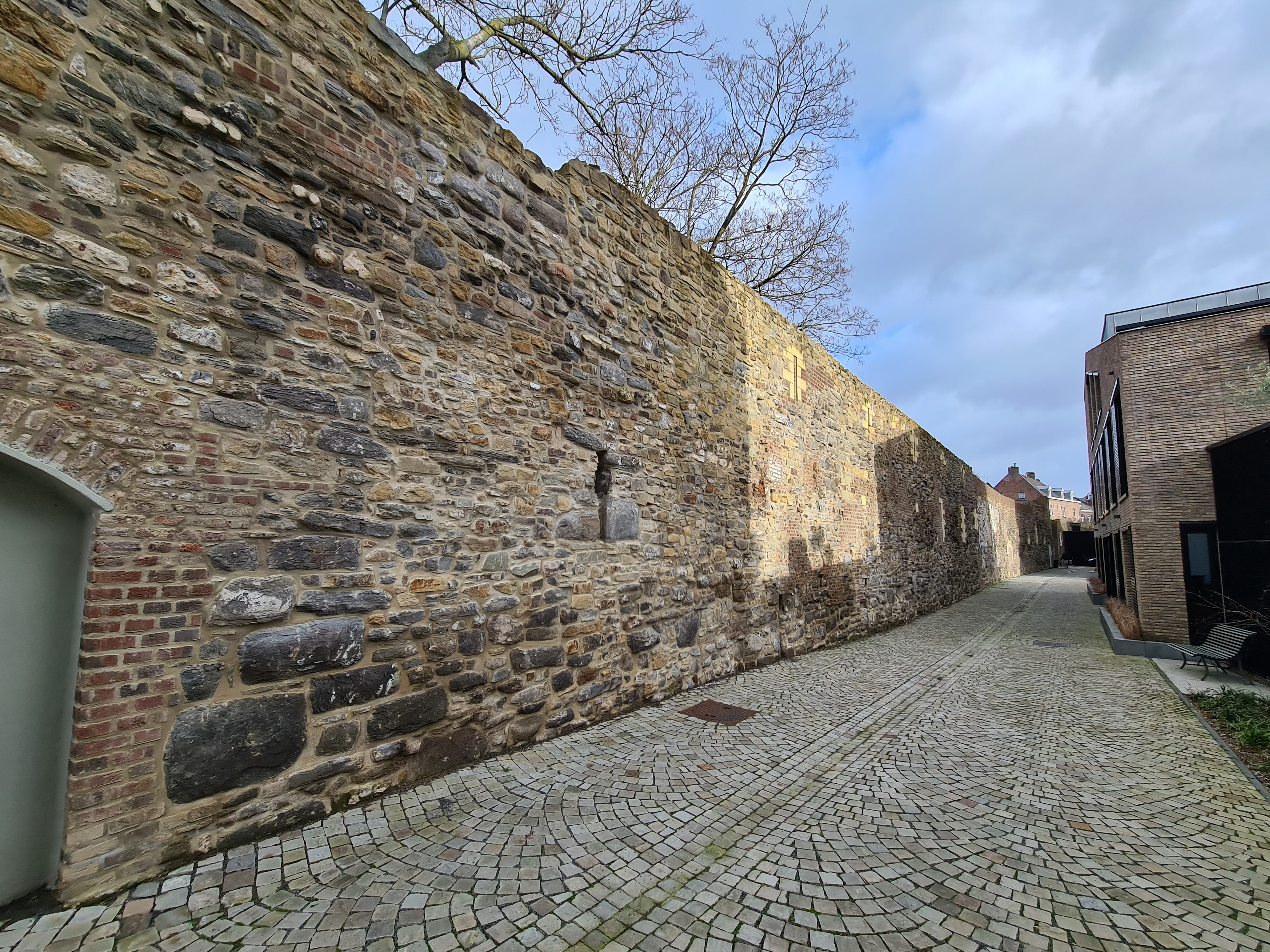
Looiershof, veldzijde
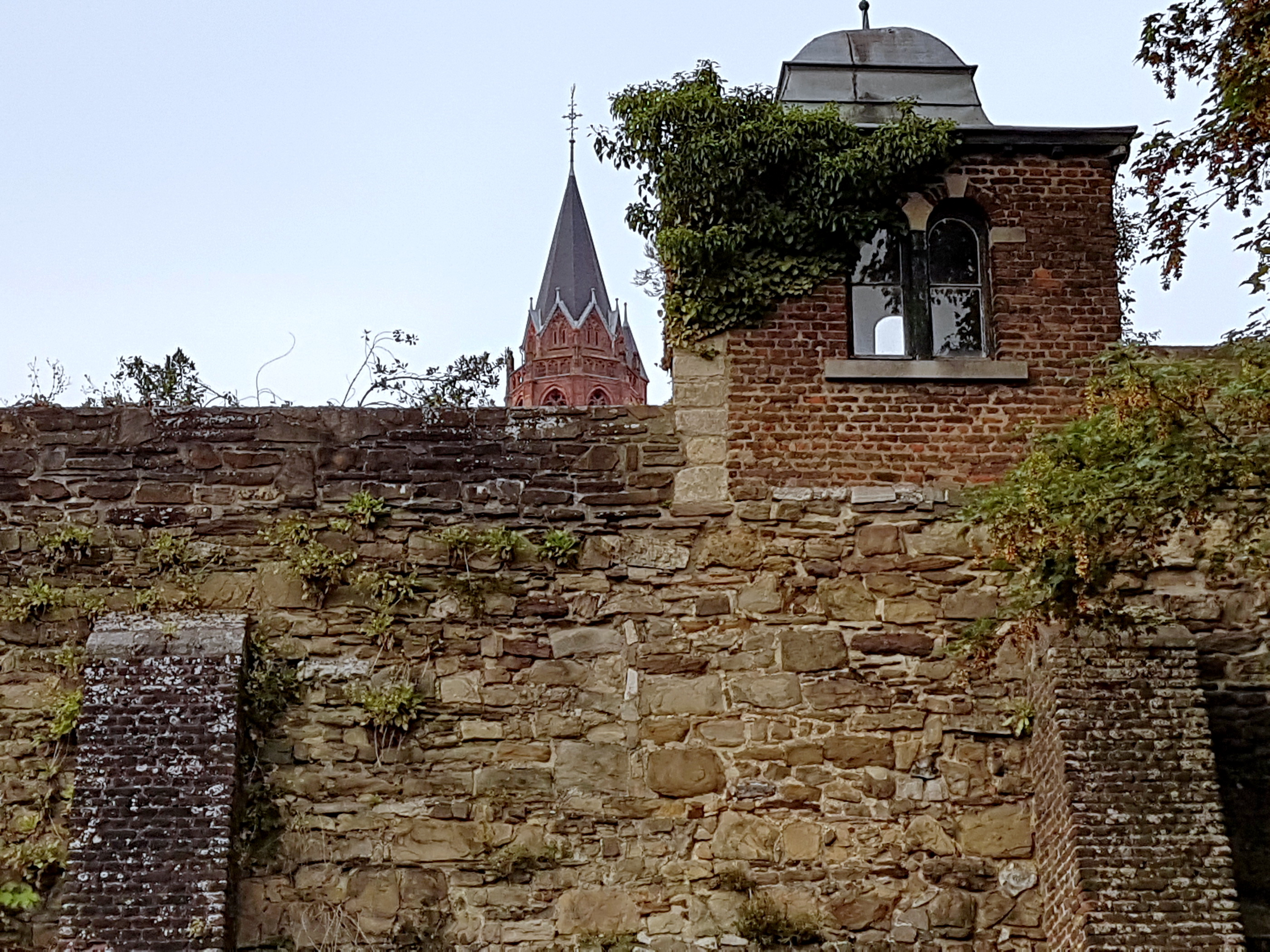
Boichgraeve, veldzijde
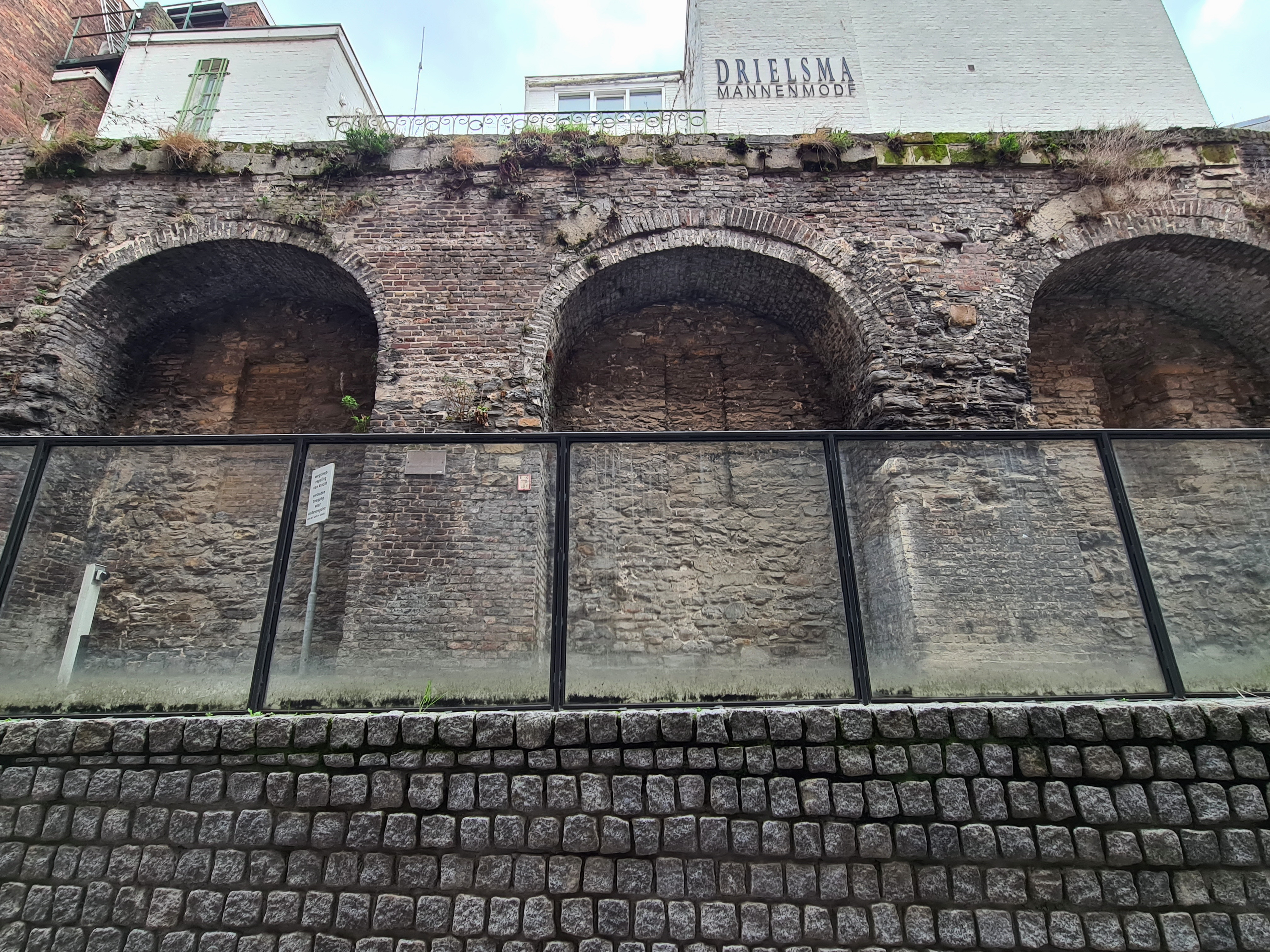
Preekherengang, stadszijde

### Waltorens
De Jekertoren is, hoewel deels gereconstrueerd, de best bewaarde waltoren van de eerste stadsmuur. De toren markeert de zuidoostelijke hoek van de toenmalige ommuurde stad. Begin twintigste eeuw resteerde nog slecht een 2,5 m hoge romp. In 1911 werd de toren heropgebouwd tot een hoogte van ruim 15 m en met een doorsnede van 4,6 m. De muren van kolenzandsteen zijn ongeveer 80 cm dik. Het kegeldak is gedekt met leien. Halverwege het Lang Grachtje bevindt zich een restant van een waltoren, dat vanaf de straat gezien nauwelijks als zodanig te herkennen is. Van bovenaf gezien is de toren hol, met een U-vormige plattegrond, en versterkt met spaarbogen. Andere torenrestanten bevinden zich aan de zuidzijde van de  Grote en Kleine Gracht. De eerste, de zogenaamde Wittevrouwentoren, is te zien vanaf het parkeerterrein achter het Theater aan het Vrijthof, maar is slechts met moeite als zodanig te herkennen. De tweede is geheel ingemetseld tussen de panden Kleine Gracht 25-27 en Gubbelstraat 34. Geen toren, maar wel een extra versterkt deel van de muur is te zien op de hoek Looiersgracht-Looiershof. De stadsmuur vormt hier een opmerkelijke hoek van circa 80° graden nabij het punt waar een Jekertak de stad binnenstroomt. Bij de brug over de Jeker is de gleuf van het valhek nog te zien. De aansluitende muur langs de Jeker bevat een weergang en een dubbele rij schietgaten. Waarom hier gekozen is voor een scherpe hoek, zonder toren, is niet duidelijk.

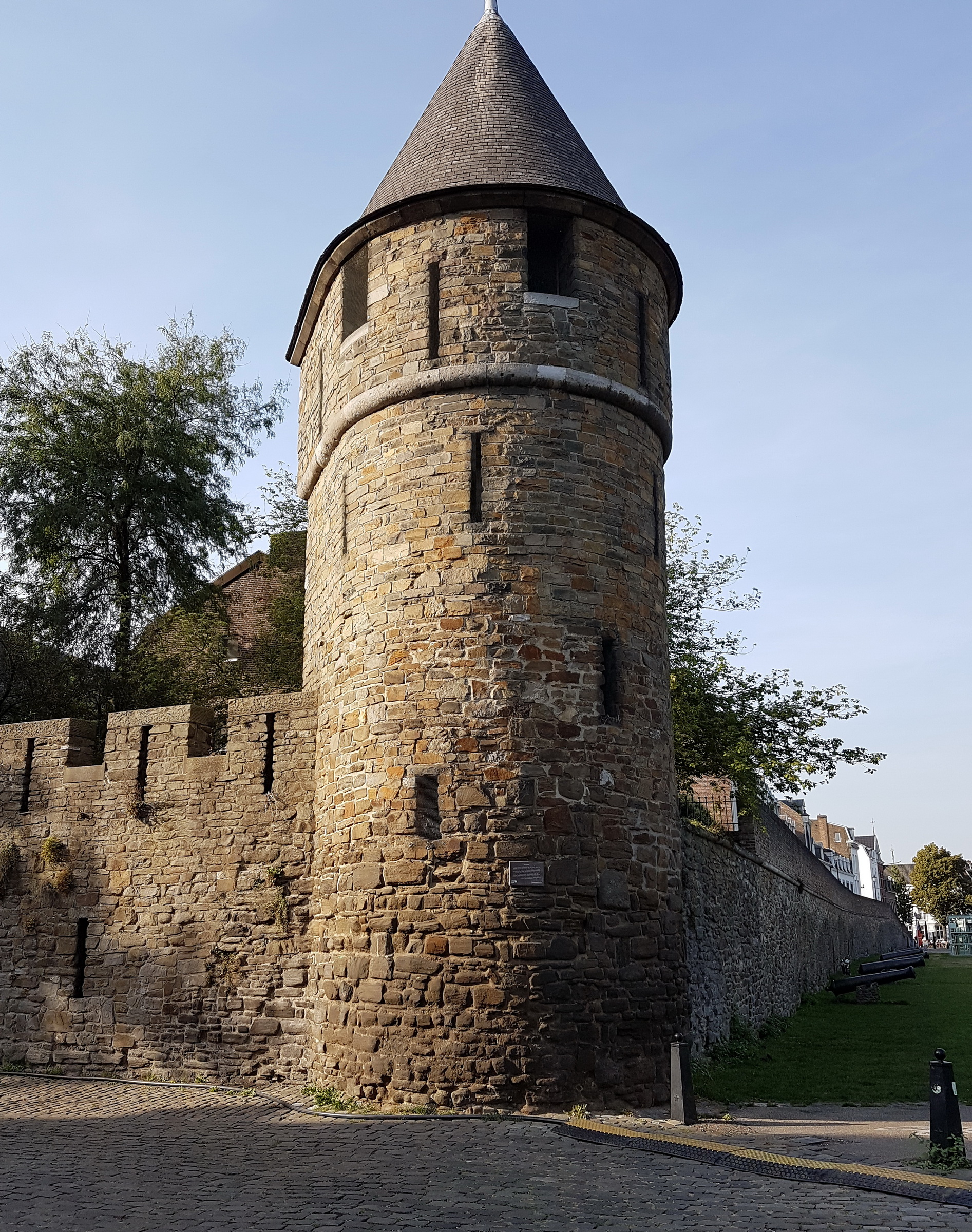
Jekertoren, veldzijde
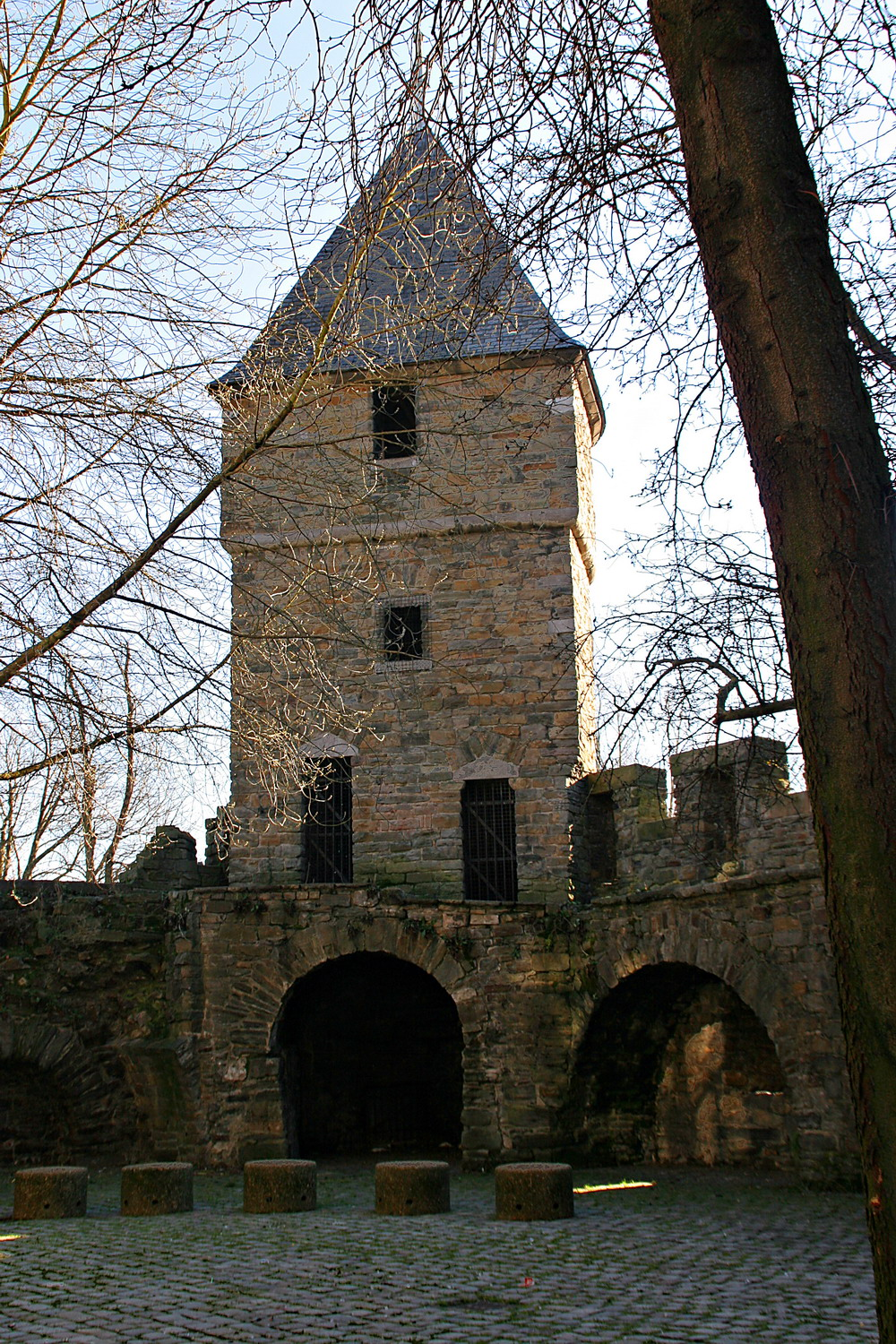
Jekertoren, stadszijde
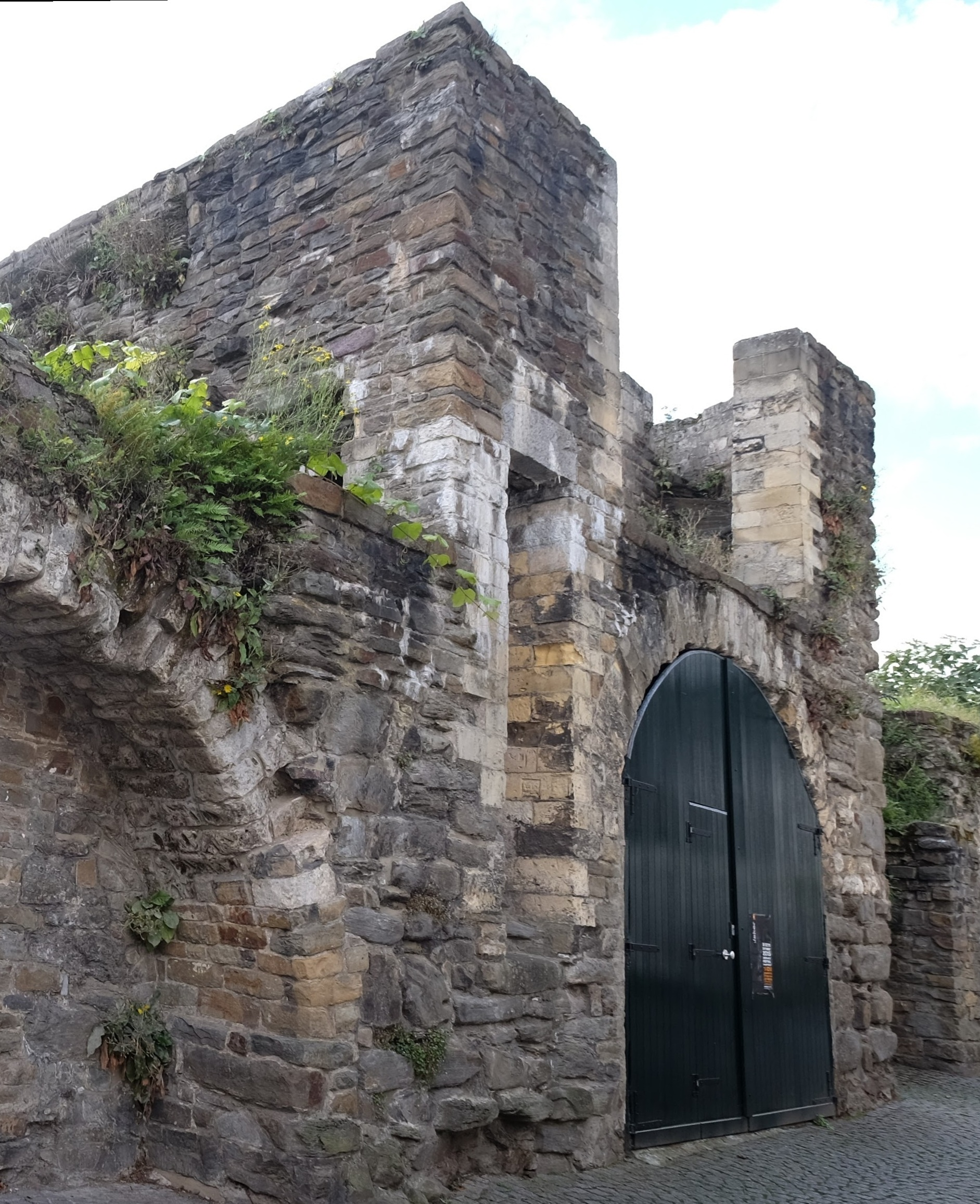
Torenrestant Lang Grachtje, stadszijde
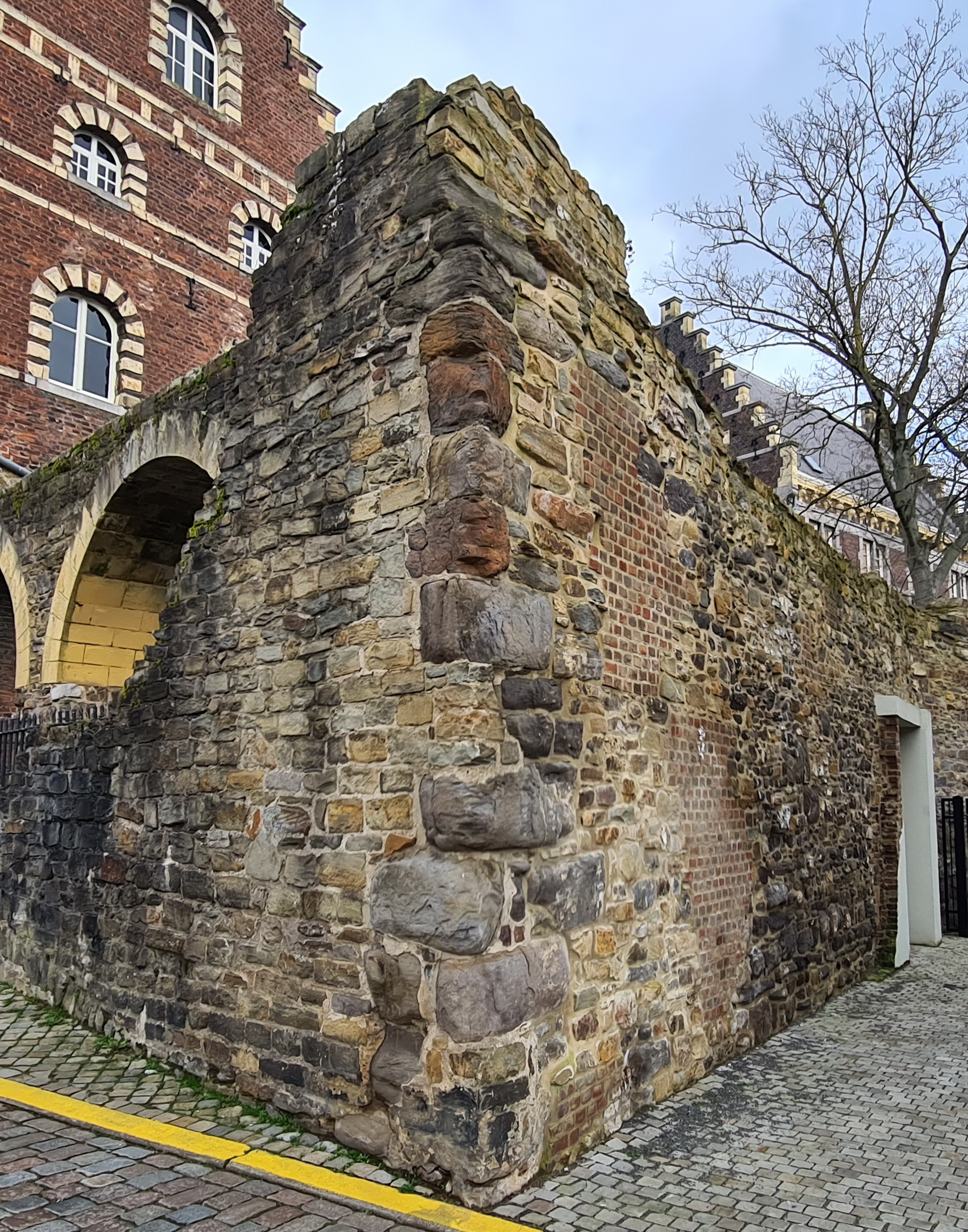
Hoekversterking Looiersgracht-Looiershof, veldzijde

### Poorten en poternes
De eerste stadsomsluiting op de linker Maasoever telde ooit dertien poorten, zeven landpoorten en vijf Maaspoorten. Van de landpoorten is alleen de Helpoort overgebleven. De poort uit het tweede kwart van de dertiende eeuw is de oudste nog bestaande stadspoort van Nederland. De poort is opgetrokken uit kolenzandsteen, de daklijst is van mergelsteen, het gewelf van de poortdoorgang van baksteen en de daken zijn bekleed met leisteen. De twee halfronde torens zijn bijna 24 m hoog en bevatten beide een wenteltrap. De poortdoorgang is ongeveer 4 m breed. Aan de veldzijde is de sleuf voor het valhek nog te zien. De poort is een rijksmonument. De Maaspoorten, waarvan de functie na het gereedkomen van de tweede enceinte niet veranderde, zijn alle in de loop van de achttiende en negentiende gesloopt. Van de Onze-Lieve-Vrouwepoort – tot 1275 de belangrijkste Maaspoort, want toegang gevend tot de oude Maasbrug – resteert alleen het achttiende-eeuwse wachthuis, een hardstenen pijler van een in de negentiende eeuw buiten de poort gebouwde tamboer, en de sleutel van de poort (collectie Centre Céramique). Ten westen van de Helpoort, waar de noordelijke Jekertak de binnenstad verlaat, ligt de Waterpoort Achter de Minderbroeders, ook wel Reek Aan den Ancker genoemd. Het betreft in feite een waterpoort met drie openingen, waarvan een dichtgemetseld, een in de eerste ommuring en een in de tweede muur. In de Onze-Lieve-Vrouwewal bevinden zich vijf poternes, waarvan er twee zijn dichtgemetseld. Bij de grootste poterne is achter de gemetselde rondboog de gleuf voor het valhek nog te zien. Niet duidelijk is of deze een functie hadden bij de verdediging van de stad of alleen gebruikt werden voor het laden en lossen van schepen. Ook elders bevinden zich poortopeningen in bewaard gebleven muurfragmenten, maar in vrijwel alle gevallen betreft het poorten uit de achttiende of negentiende eeuw, bedoeld voor privégebruik.

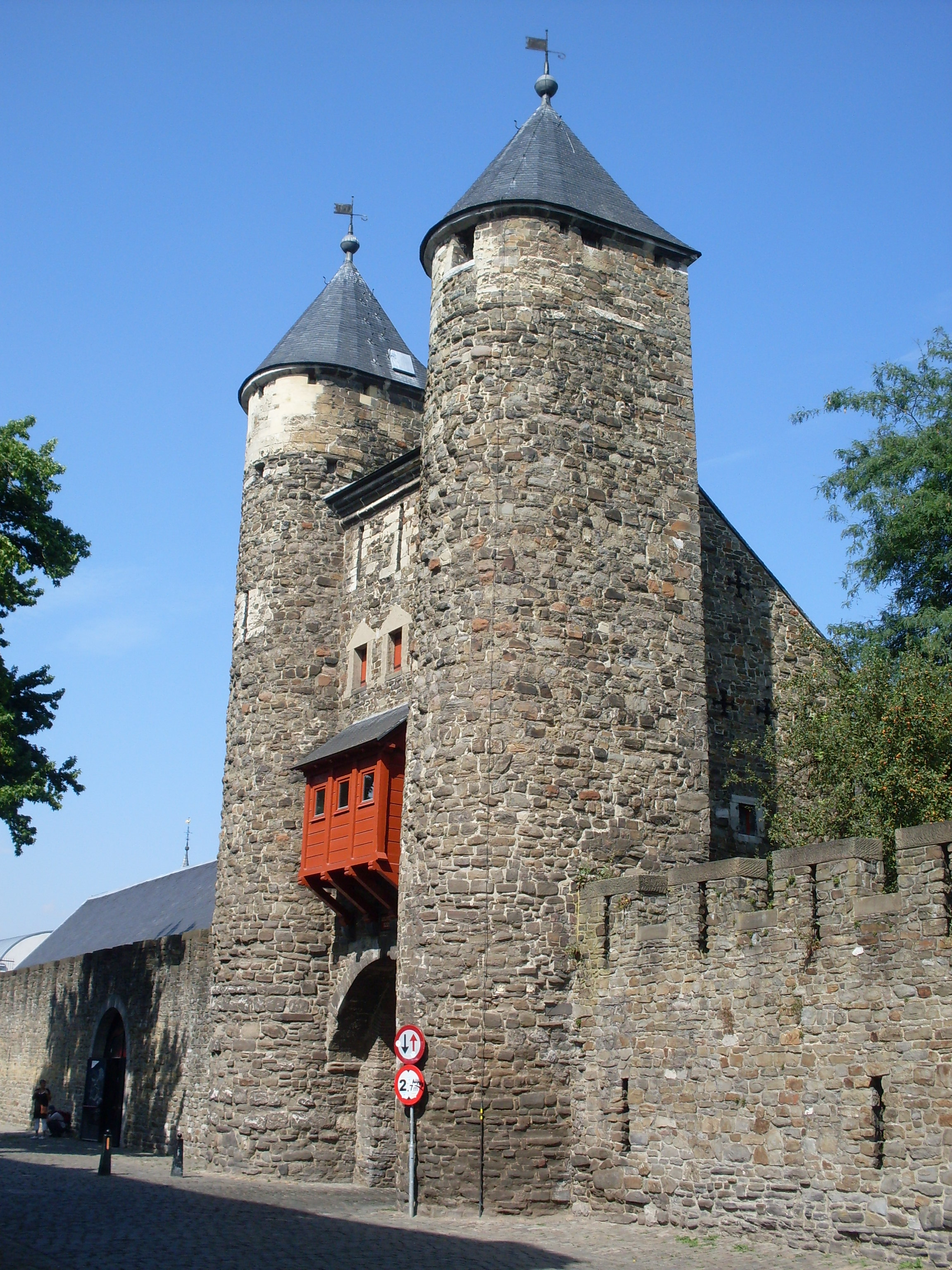
Helpoort, veldzijde
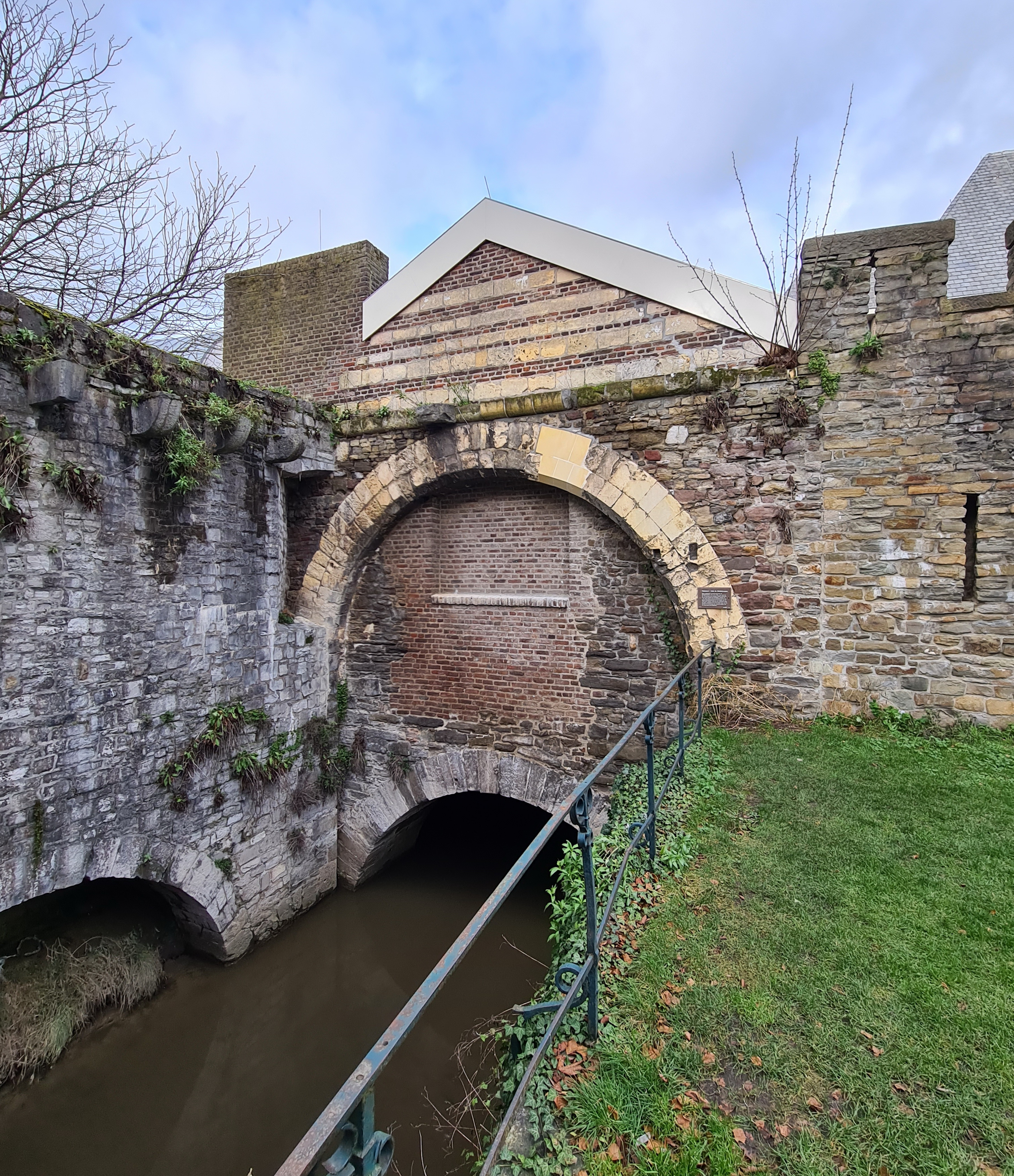
Waterpoort Achter de Minderbroeders
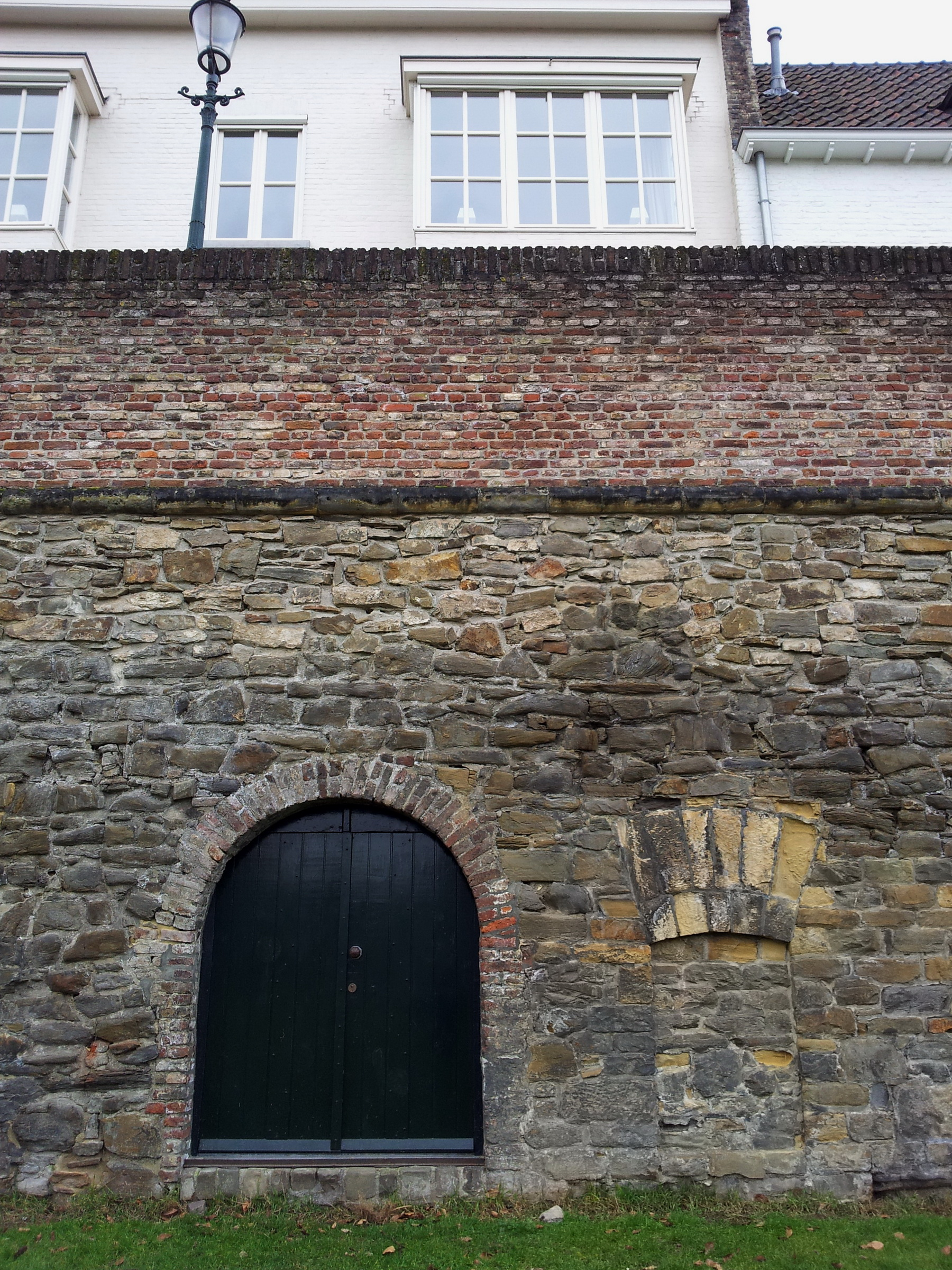
Onze-Lieve-Vrouwewal: open en dichtgemetselde poterne
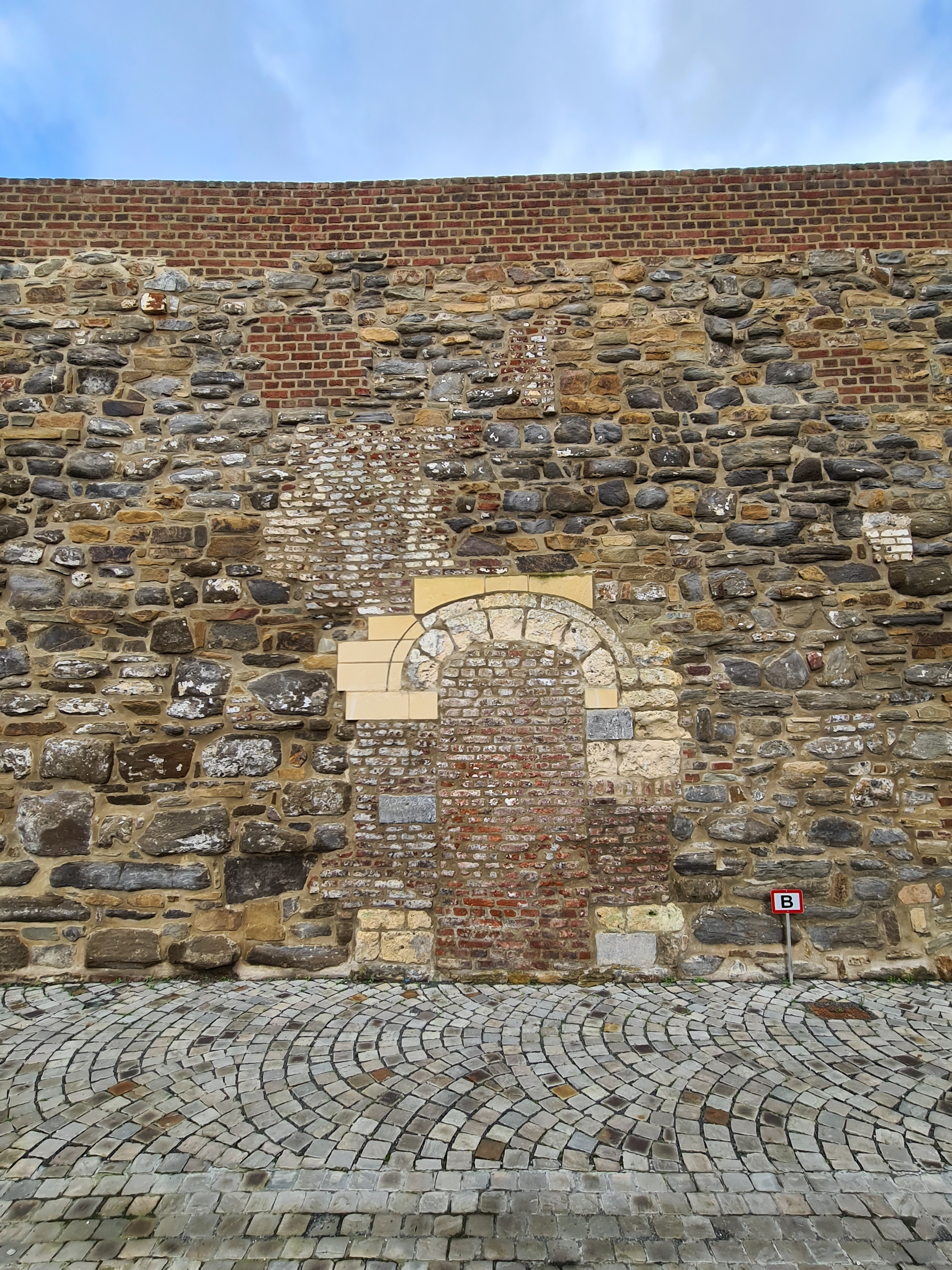
Dichtgemetselde poterne in de Looiershofmuur

### Eerste stadsmuur in kunst en populaire cultuur
Veel oudere afbeeldingen waarop de eerste stadsmuur van Maastricht is te zien zijn getekende of geschilderde stadspanorama's van Maastricht, waarop delen van de muur 'toevallig' zijn afgebeeld. Mogelijk de oudste weergave betreft een boekverluchting in een vijftiende-eeuws handschrift van de Brabantsche Yeesten (KBR, ms. IV 684), maar deze fantasieweergave lijkt in niets op de muur zoals wij die kennen. Pas vanaf de negentiende eeuw wordt de stadsmuur, waarvan een groot deel toen al verdwenen was, door kunstenaars gezien als een 'waardig' artistiek onderwerp. Wellicht het meest gefotografeerde, geschilderde of getekende stadsgezicht van Maastricht is de in het groen ingebedde omgeving Pater Vincktoren, Helpoort en Jekertoren. In Madurodam is precies dat gedeelte nagebouwd.

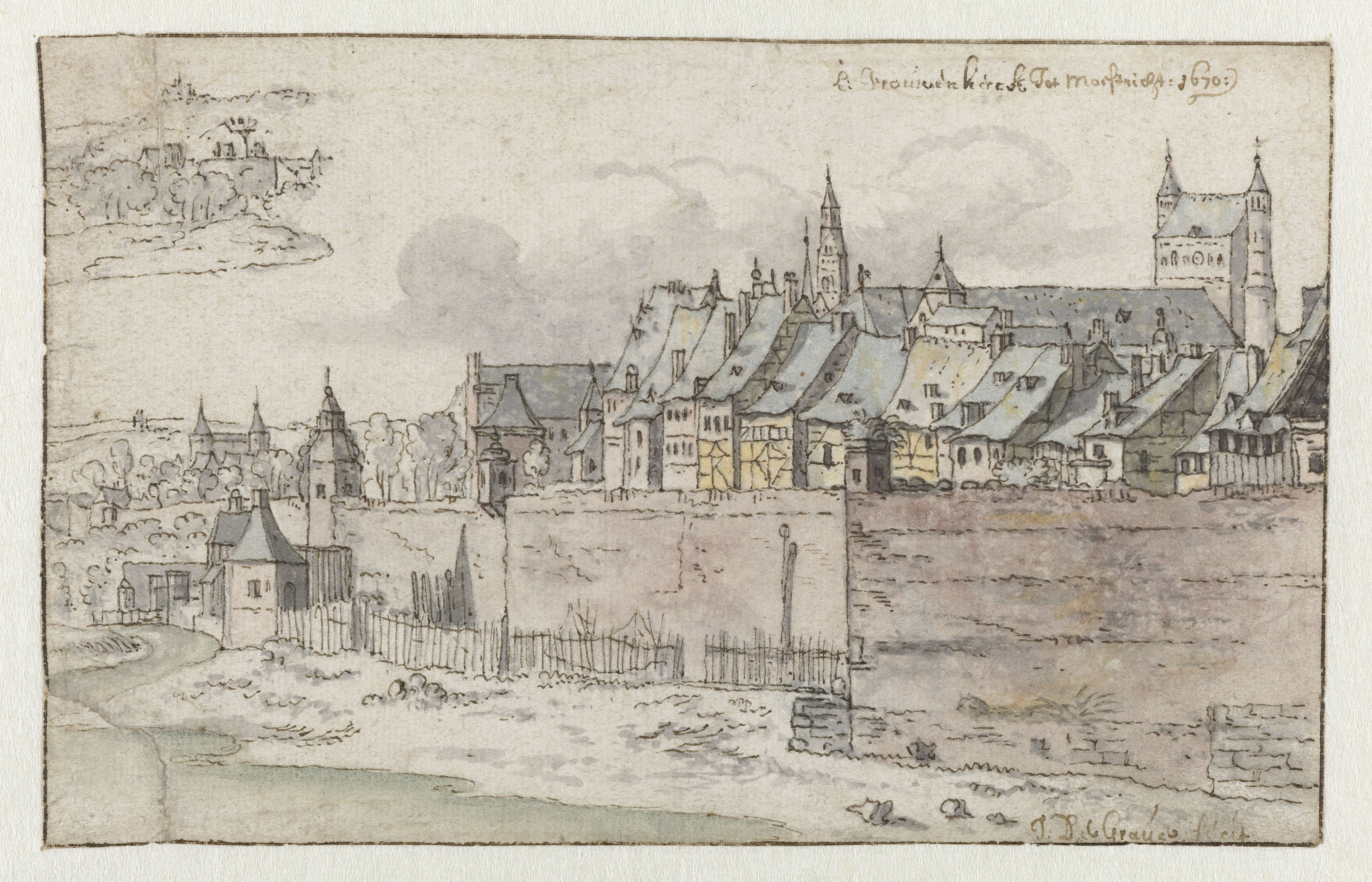
Onze-Lieve-Vrouwewal. Ingekleurde tekening van Josua de Grave, 1670
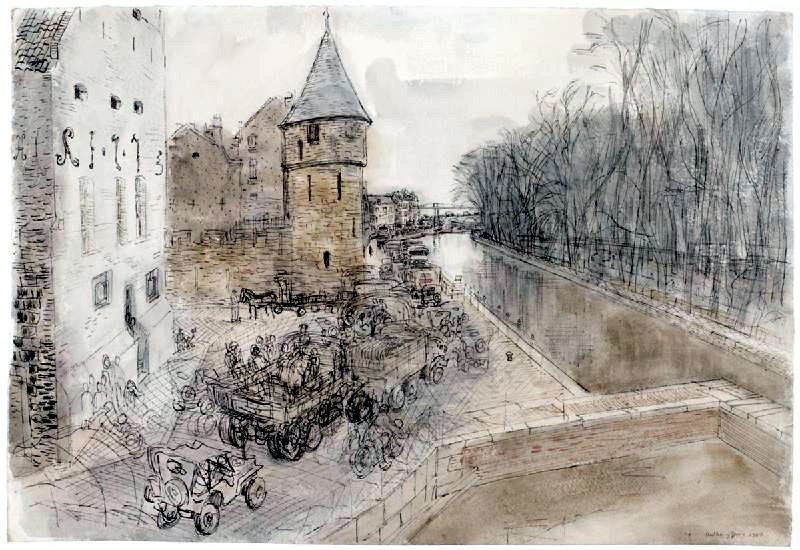
Omgeving Jekertoren. Aquarel van Anthony Gross, 1944
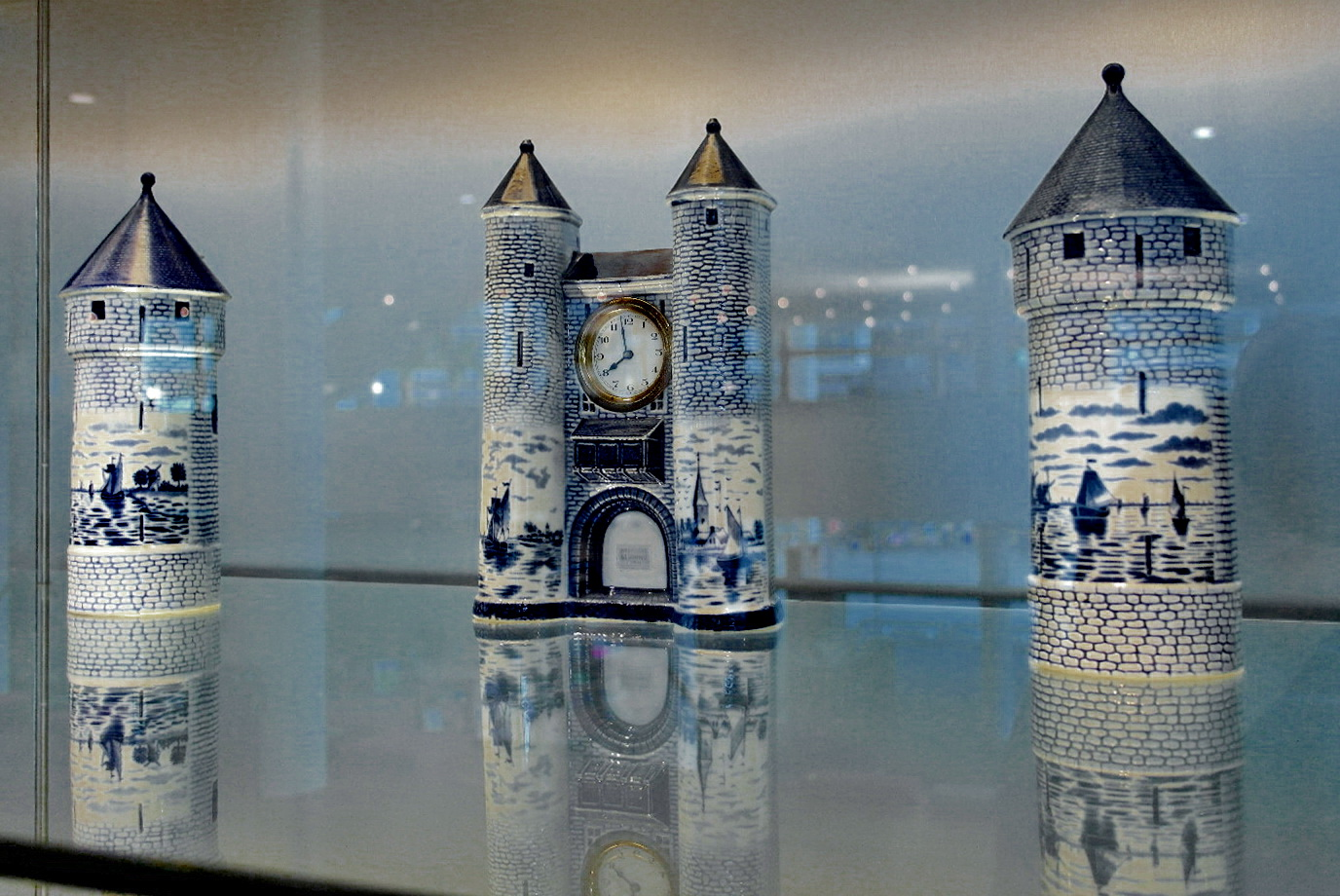
Helpoortklok en Jekertorens in Delfts blauw (Mosa)
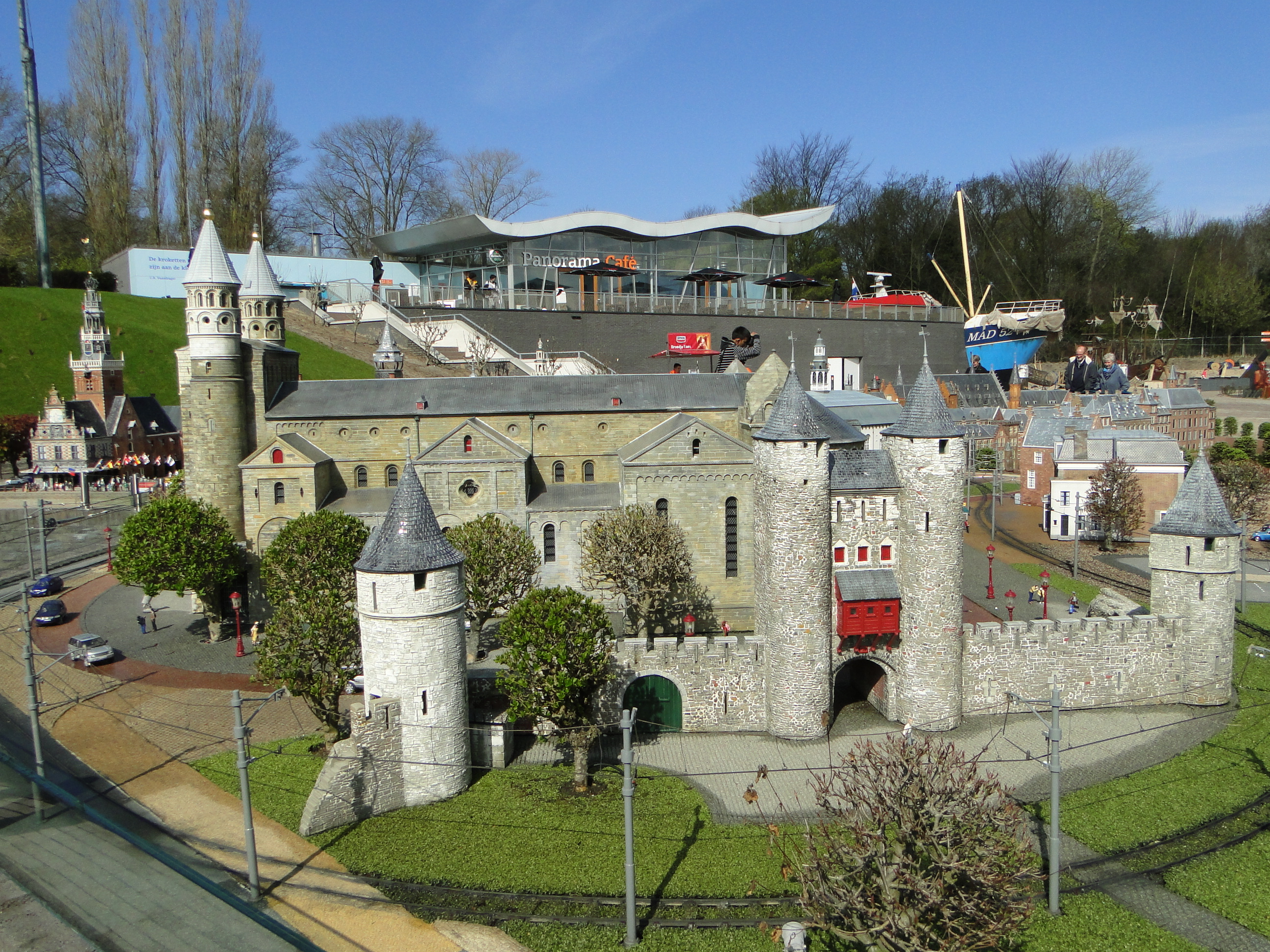
Omgeving Helpoort, nagebouwd in Madurodam